# ゴジラ

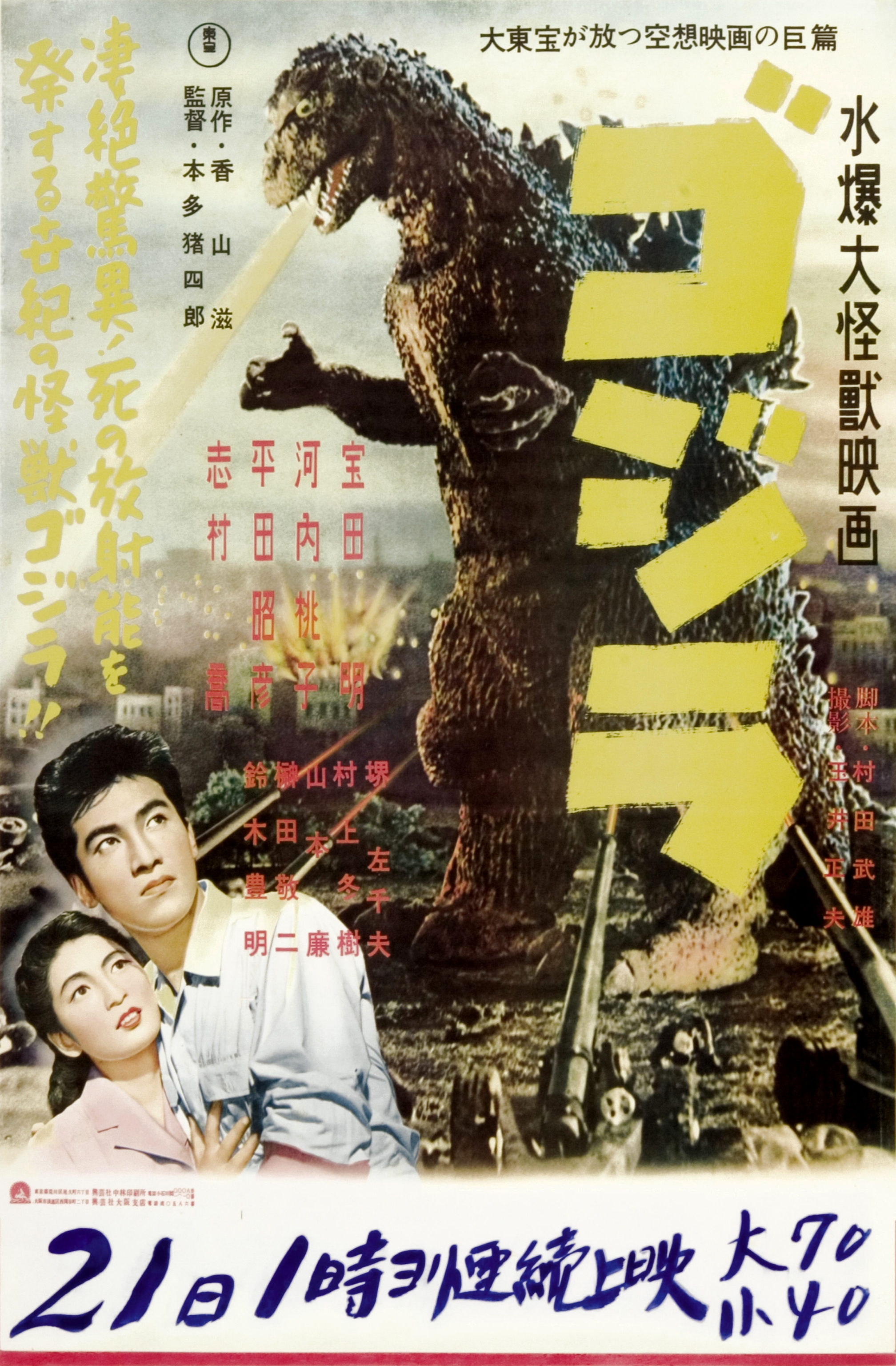
『ゴジラ』（1954年）のポスター

ゴジラ(Godzilla)は、日本の東宝が1954年に公開した特撮怪獣映画『ゴジラ』に始まる一連のシリーズ作品および、それらの作品に登場する架空の怪獣の名称である。これら一連のシリーズ作品（ゴジラ映画作品の一覧参照）のことを「ゴジラ映画」と呼ぶこともある。
本項ではシリーズ作品全般についての解説を行う。個々の作品の詳細は後述のリストを参照。

## 概要
1954年に第1作が公開されて以降、半世紀以上にわたって製作されている怪獣映画。円谷英二が担当する特撮技術のもと、演技者（スーツアクター）がぬいぐるみ（着ぐるみ）に入って演じる手法を主体としており、この手法は以後の日本の特撮映画やテレビ特撮番組の主流となった。怪獣や怪獣同士の格闘のみならず、逃げ回る住民や攻防する軍隊などの周辺の人間描写も毎回描かれ、好評を得ている。日本のみならず海外でも上映されて人気を呼び、2004年にはハリウッド・ウォーク・オブ・フェームにも登録されている。
タイトルロゴは、第1作以来「ゴジラ」の「ゴ」と「ラ」の角が欠けているのが特徴で、日本国内作品の多くでこれを踏襲している。カラー化された『キングコング対ゴジラ』以降、「ゴジラ」のロゴは赤色や朱色であることが多い。昭和期の作品では、エンドマークとして「終」の文字が打たれていた。
なお、「ゴジラ」は東宝の登録商標である。
1950年代、アメリカでも原水爆をきっかけに生まれた怪獣映画『放射能X』や『原子怪獣現わる』などが製作されていたが、これらと比較して『ゴジラ』の出来は頭一つ抜けており、アメリカ国内でも評判になった。

## 映画の変遷

### 昭和ゴジラシリーズ

#### シリーズの特徴・経緯
1954年11月3日、監督を本多猪四郎、特殊技術を円谷英二、脚本を村田武雄、音楽を伊福部昭が担当し、特撮映画の製作を熱望していたスタッフが、当時の社会問題となっていたビキニ環礁の核実験に着想を得て製作した、第1作“水爆大怪獣映画”『ゴジラ』が公開される。東京タワーが竣工する以前でもあった当時、他に高い建物が存在しない東京の街を破壊していく身長50メートルのゴジラは、人間にとっての恐怖の対象であると同時に、煽り文句などで「核の落とし子」「人間が生み出した恐怖の象徴」として描かれたほか、人間が生み出した核兵器によって現れた怪獣が人間の手によって葬られるという、人間の身勝手さを表現した作品となった。映画評論家の樋口尚文は、本作品の監督である本多猪四郎への取材において「戦後の暗い社会を尽く破壊、無秩序に陥らせる和製キングコングを作りたかった」という旨の言質を取っている。水爆実験で蘇った怪獣がニューヨークの街を破壊していくというレイ・ハリーハウゼン特撮の怪獣映画『原子怪獣現わる』（1953年）に大きな影響を受けた『ゴジラ』の観客動員数は961万人を記録し、この成功を受けて直ちに続編が準備された後、翌1955年に公開された第2作『ゴジラの逆襲』では怪獣同士の対決が初めて描かれた。しかし、この後しばらく東宝はゴジラ以外の怪獣・特撮映画の製作に注力し、ゴジラシリーズの新作の企画は途絶えることとなる。
7年後の1962年に公開されたシリーズ第3作『キングコング対ゴジラ』は、アメリカの映画キャラクターキングコングとの対決作品として制作された。明るい作風で当時人気を博していたプロレスさながらの対決を描いた『キングコング対ゴジラ』は、当時の歴代邦画観客動員数第2位の記録となる1,255万人を動員し、アメリカなど日本国外でも上映されて大ヒットとなる。以降、日本国外で好調なセールスを買われた昭和ゴジラシリーズは、外貨獲得の手段として1960年代には矢継ぎ早に新作が製作された。
第5作『三大怪獣 地球最大の決戦』でゴジラが人類の味方としての戦いを見せて以降、ゴジラは恐怖の対象としての役目が希薄になる。次第に娯楽作品へのシフトが進み、当初のテーマであるSFとしての特色もシリアス路線からエンターテインメント性重視のものに変わっていく。第一次怪獣ブームにより競合作品が増え、ゴジラの有り様も変化していった。第12作『地球攻撃命令 ゴジラ対ガイガン』以降は完全に正義のヒーローとして描かれるようになった。
当時の「邦画の斜陽」による深刻な興行不振や家庭へのテレビ普及などもあり、新作を公開するたびに観客動員数は前作を下回っていった。この時期はテレビアニメ最盛期だったことからも、テレビ作品と混載5 - 6作品混合プログラム『東宝チャンピオンまつり』内の1作という扱いになった。円谷英二の死去や東宝の制作体制の変化などもあり、上映時間は短縮されて制作費も縮小された結果、特撮シーンの多くに過去作品の流用フィルムが多用されるようになる。そして、1975年に公開された第15作『メカゴジラの逆襲』では観客動員数97万人と、歴代ワースト1位を記録した。これを受け、東宝は巨額の予算がかかる怪獣映画を封印することを決定し、シリーズは1984年まで長い休止期間に入る。

### 平成ゴジラシリーズ（vsシリーズ）

#### シリーズの経緯（vsシリーズ）
1983年になるとゴジラシリーズ再開のため、関西や関東、九州地区などで過去の映画作品を縦断上映する『ゴジラ復活フェスティバル』が催された。
1984年、『メカゴジラの逆襲』以来9年ぶりに、第16作『ゴジラ』が製作された。第16作は第1作をオマージュした作風であり、ゴジラ以外の巨大怪獣は登場せず、再びゴジラは恐怖の対象として描かれた。ストーリー上も第1作の直接の続編という形をとっており、ゴジラは1954年に一度だけ日本を襲って倒され、30年ぶりに新たな個体が日本を襲ったという設定であった。以降の平成シリーズは第16作の続編であり、同一の世界観を舞台としている。
第16作では、都市の建築物の高層化に合わせ、ゴジラの身長が50メートルから80メートルに大型化された。さらに後の第18作『ゴジラvsキングギドラ』以降は100メートルとなった。
5年後の1989年、第16作の直接の続編である第17作『ゴジラvsビオランテ』が公開されるが、観客動員数は振るわなかった。これを受け、「昭和ゴジラシリーズ」と同様に対決ものとしてシリーズ化され、1991年公開の第18作『ゴジラvsキングギドラ』以降は正月映画として1995年公開の第22作『ゴジラvsデストロイア』まで毎年1本のペースで製作された。
第2期の初期（『ゴジラ』・『ゴジラvsビオランテ』）は高齢化した当時のゴジラファンをターゲットにしていたため、ストーリーもマニア層向けであった。しかし、実際の観客は親子連れが多数を占めていたため、徐々にファミリー向け娯楽映画に移行していき、内容もファンタジー要素やエンターテイメント性が強くなっていった。また、『ゴジラvsビオランテ』が高い評価を得られなかったため、その後は昭和の人気怪獣の再登場路線となる。『ゴジラvsキングギドラ』以降は動員数も大幅に向上し、スタジオジブリ作品などと並んで毎年の邦画興行ランクの1・2位を争うドル箱シリーズとして定着していった。
その後、ハリウッド版『GODZILLA』の製作決定をきっかけとし、いったんシリーズの終了が決定した。第22作『ゴジラvsデストロイア』ではゴジラの「死」を描き、シリーズは終了した。このシリーズ7作品の観客動員数合計は2,330万人、総配給収入は119億3,000万円におよぶ。
このシリーズ休止の時期には、平成モスラ3部作が公開された。

#### シリーズの特徴（vsシリーズ）
総称として、平成ゴジラシリーズ、VSシリーズ、復活ゴジラシリーズなどの呼称が用いられている。
「平成ゴジラシリーズ」は、シリーズ第22作『ゴジラvsデストロイア』の全7作まで一貫した世界観となっており、『ゴジラvsビオランテ』で初登場した超能力少女・三枝未希（演：小高恵美）がシリーズの要として続けて登場している。ゴジラは一貫して人類の脅威として描かれ、対決相手は人類側の兵器ないし味方（メカキングギドラ、モスラ、メカゴジラ、モゲラ）あるいは三つ巴の戦いとなっている。後半、『ゴジラvsメカゴジラ』からは自衛隊に代わる新たな対ゴジラ組織・Gフォースと新怪獣のベビーゴジラ（後のリトルゴジラ）が登場した。なお「VSシリーズ」と「ミレニアムシリーズ」（『FINAL WARS』以外）は映画製作・公開年の翌年を物語の舞台にしている。クライマックスとなる戦場には公開当時に話題となった名所が選ばれることが多い（新宿都庁、みなとみらい、幕張メッセなど）。
この当時は、主に新作公開の時期に合わせて『金曜ロードショー』（vsモスラ）、『水曜ロードショー』（vsビオランテ）、『ゴールデン洋画劇場』（vsキングギドラ、vsスペースゴジラ、vsデストロイア）などのゴールデン枠でも作品が全国ネット放映され、高視聴率をマークしている。
この当時に防衛庁の広報課で対外広報を担当していた潮匡人によれば、1992年ごろにゴジラ映画に対する協力体制が本格化したという。
各作品の別名として『ゴジラ』を『ゴジラ1』とするナンバリングタイトルが存在し、（例：『ゴジラvsメカゴジラ』=『ゴジラ5』、『ゴジラvsスペースゴジラ』=『ゴジラ6』、『ゴジラvsデストロイア』=『ゴジラ7』）劇場版本編終了後の特報などで見られる。
このシリーズでは特殊技術を川北紘一（『ゴジラ』のみ中野昭慶）、ゴジラのスーツアクターは昭和シリーズでヘドラ、ガイガンを担当した薩摩剣八郎が務めている。休止期間中の1997年には第1作からゴジラ映画を製作し続けてきた田中友幸が死去し、ゴジラシリーズとしては『ゴジラvsデストロイア』が最後の参加となった。

### 海外製作作品（トライスター版）
1998年にトライスター ピクチャーズ提供による『GODZILLA』が公開された。興行面では世界的に成功を収めたものの、軽快な作風のモンスタームービーに仕上げられた作品は従来のゴジラ像の乖離から日米のゴジラファンを満足させるものではなかった。今までにない生物感溢れるゴジラの造形や劇中のVFXは評価されたものの、第19回ゴールデンラズベリー賞で最低リメイク賞、最低助演女優賞を受賞。予定されていたシリーズ化には至らなかった。

### ミレニアムシリーズ

#### シリーズの経緯（ミレニアムシリーズ）
当初の予定では平成ゴジラシリーズ終了後、平成モスラ三部作と地球防衛軍三部作を製作し、21世紀に入ってからゴジラを復活させるという計画であった。だが、東宝系の劇場や営業の方からモスラでは興行成績が厳しいという意見が起き、ゴジラ復活の要望が起こる
そうした声に押される形で、1999年のシリーズ第23作『ゴジラ2000 ミレニアム』でシリーズが再開された。この作品で2度目の世界観のリセットが行われる。第1作以外の過去のエピソードは一切語られず、ゴジラは地震や台風などの自然災害と同じように文明への脅威の存在として設定された。
本シリーズの一部は第1作とその他の東宝特撮作品の世界観を反映した。しかし200万人から400万人と比較的高い観客動員数を維持した平成ゴジラシリーズと比べ、本シリーズは100万人から200万人ほどと大幅に減少した。そのため平成ゴジラシリーズと同じく、モスラ、キングギドラ、メカゴジラなどの人気怪獣の再登場路線となった。2001年から2003年までは『とっとこハム太郎』と併映されることになり、その影響で第26作『ゴジラ×メカゴジラ』、第27作『ゴジラ×モスラ×メカゴジラ 東京SOS』の2作は例年より15分ほど、上映時間が短縮化されている。
2003年の『ゴジラ×モスラ×メカゴジラ 東京SOS』は110万人と当時のワースト3位を記録（現在はワースト4位）。制作サイドの目指す本当に新しい「ゴジラ映画」を制作することが当時の技術では困難として、ゴジラ50周年の節目である2004年にシリーズ集大成となる最高の「ゴジラ映画」を作り上げて締めくくろうということになり、同年公開の第28作『ゴジラ FINAL WARS』にてゴジラシリーズは再度終了となり、東宝が製作するゴジラシリーズは10年以上途絶えることとなる。ゴジラシリーズに数多く出演した水野久美や佐原健二らは『FINAL WARS』のパンフレットで「まだゴジラシリーズに出演したい」というような趣旨のコメントを寄せた。

#### シリーズの特徴（ミレニアムシリーズ）
ミレニアムシリーズは平成ゴジラシリーズ同様、毎年正月映画として公開される。『ゴジラ×メカゴジラ』と『ゴジラ×モスラ×メカゴジラ 東京SOS』の関係を例外として、前年の作品とはストーリーや世界観に連続性がない。
ミレニアムシリーズの特徴として、CGの多用が挙げられる。ただし平成ゴジラシリーズのように怪獣が光線技を多用する描写は少なくなっており、特撮カットはスーツアクターによるアクションやワイヤーアクションに重点が置かれた。怪獣のサイズがVSシリーズの100メートル級から昭和シリーズに近い50から60メートル級に縮小された（『ゴジラ FINAL WARS』のみ100メートル級に戻された）。ミニチュアのスケールも1/50から1/25に大型化したことでその作り込みがより精密になった。本シリーズは『ゴジラ×メガギラス G消滅作戦』『ゴジラ×メカゴジラ』『ゴジラ×モスラ×メカゴジラ 東京SOS』の3作品で、優れた戦闘能力とリーダーシップを持つ女性自衛官が主役または準主役でゴジラと直接戦う設定を取り入れている。『ゴジラ・モスラ・キングギドラ 大怪獣総攻撃』以降のシリーズでは、『ゴジラの逆襲』以降の東宝特撮映画では通例となっていた特技監督の肩書きが「特殊技術」となった。

### 2010年代 -

#### シリーズの経緯（2010年代 - ）
ハリウッド版（後述）の世界的ヒットを受けて、2014年12月8日、東宝製作によるシリーズ新作が約12年ぶりに全国公開されることが明らかになった。2015年4月1日、脚本と総監督を庵野秀明、監督と特技監督を樋口真嗣が務めることが発表され、同年秋から撮影が開始された後、2016年7月29日に『シン・ゴジラ』のタイトルで公開された。
2016年8月19日、初のアニメーション映画作品となる『GODZILLA』の製作が発表された。監督を静野孔文・瀬下寛之、ストーリー原案・脚本を虚淵玄が務める。2017年1月19日には新たなコンセプトアートと声優陣が、同年3月26日には3部作になることがそれぞれ発表された後、同年11月17日には第1部『怪獣惑星』が、2018年5月18日には第2部『決戦機動増殖都市』がそれぞれ公開され、同年11月9日には第3部『星を喰う者』が公開された。
2020年10月7日、劇場3部作とは世界観を一新した完全新作アニメーション『ゴジラ S.P ＜シンギュラポイント＞』が翌2021年4月よりテレビ放送およびNetflixにて先行配信されることが発表された。
2022年11月3日、国産実写映画としては7年振りとなる新作ゴジラを2023年11月3日に公開することが発表された。タイトルは『ゴジラ-1.0』で、監督・脚本・VFXは山崎貴が務める。『ゴジラ-1.0』は予定通り2023年11月3日に公開され、第96回アカデミー賞の視覚効果賞を受賞した。また2024年11月1日の『金曜ロードショー』枠での地上波放送後、山崎が監督を務める『ゴジラ』作品の新作が制作されることが発表された。

#### シリーズの特徴（2010年代 - ）
2010年代以降のゴジラの特徴としては、「第1作も含めた過去作品全てと世界観がつながっていない」という設定が挙げられる。過去のシリーズでは、それ以降の時間軸は異なりつつも、1954年（第1作）に人類の前に初めて姿を現したという設定だけは共通していた。
しかし、『シン・ゴジラ』では2010年代にゴジラが初めて人類の前に姿を現したという設定になっており、第1作との世界観のつながりが存在しない。このことを裏付けるかのように劇中では「怪獣」という概念や文言自体がなく、当初はゴジラを「巨大不明生物」と呼称している。また、アニメーション3部作でもゴジラは2030年に初めて人類の前に姿を現したという設定になっており、やはり過去作品との世界観のつながりが存在しない。『ゴジラ-1.0』では第1作よりもさらに昔の第二次世界大戦後間もない1945〜47年頃の日本が舞台となっている。

### 海外製作作品（レジェンダリー版）
2014年には、ワーナー・ブラザースの提供、レジェンダリー・ピクチャーズの製作による『GODZILLA ゴジラ』が公開された。ゴジラのデザインはトライスター版と異なって原典を踏襲したものとなったほか、内容には自身もゴジラファンである監督のギャレス・エドワーズによる「SF要素を排し、徹底して現実的な路線で制作している」との方針が示されている。
2019年公開の『ゴジラ キング・オブ・モンスターズ』ではゴジラに加えてラドン、モスラ、キングギドラが登場したほか、2021年公開の『ゴジラvsコング』では、有名モンスター同士を対決させるモンスター・ヴァースの一環としてキングコングが登場した。

## 映画一覧

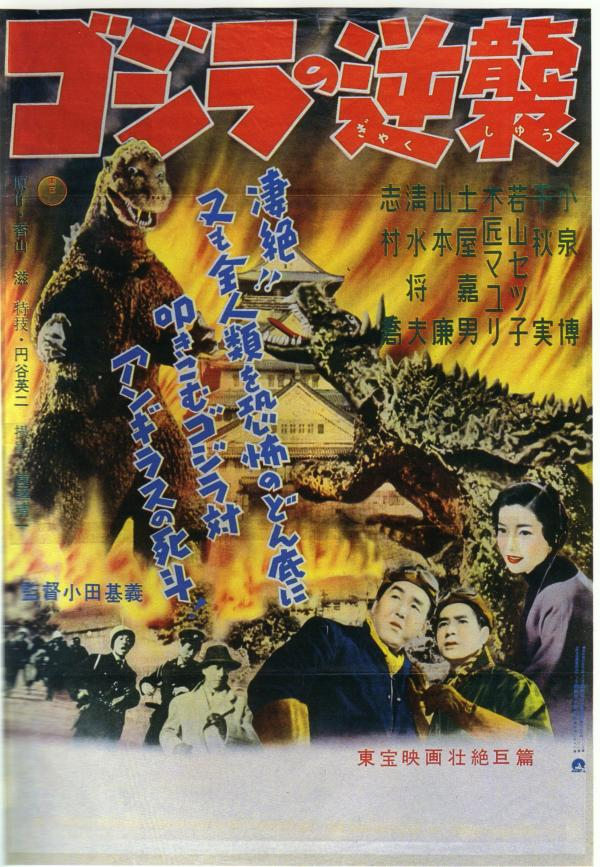
ゴジラの逆襲（1955年）

### 日本国外版
括弧内は原題。
1. 『怪獣王ゴジラ（Godzilla, King of the Monsters!）』（1956年）
  - 『ゴジラ』（1954年）の日本国外版。レイモンド・バーの出演シーンを追加。
2. 『炎の怪獣ジャイガンティス（Gigantis, the Fire Monster）』（1957年）
  - 『ゴジラの逆襲』の日本国外版。『怪獣王ゴジラ』同様、アメリカにて再編集を経て公開された。
  - 当初は『ゴジラの逆襲』と主要なストーリーは同様ながら、ゴジラではなく「ジャイガンティス」と名づけられた新怪獣[注釈 4]とアンギラス（海外版での名称はアンジラ）が戦う、という形で日本オリジナル版のシナリオに若干の変更を加えた作品が企画されており、変更・追加される特撮シーンをアメリカにて撮影する、という予定であった。しかし、アメリカ人アクターが着ぐるみでの演技に慣れておらず、ゴジラの動きをうまく再現できないことに加え、予算面の問題が発生したなどの諸事情から新撮を断念し、日本オリジナル版に再編集のみ行ったものが上記のタイトルで公開された。
  - ジャイガンティスについては、『ゴジラの逆襲』で使用されたものではなく新規に製作された着ぐるみまで完成していたが、新撮の断念を経てまったく使用されず、他の作品で使用されることもないまま後に処分され、数枚の写真のみが現存する幻の存在となった。
3. 『ゴジラvsザ・シング（Godzilla vs. the Thing）』（1964年）
  - 『モスラ対ゴジラ』の日本国外版。シリーズ史上唯一、東宝側が日本国外バージョンの特別シーンを制作、追加。
4. 『ゴジラ1985（Godzilla 1985）』（1985年）
  - 『ゴジラ』（1984年）の日本国外版。レイモンド・バーらの出演シーンを追加。
5. 『GODZILLA』（1998年）
  - ハリウッドのトライスター・ピクチャーズで制作された新作ゴジラ。ローランド・エメリッヒ監督。同年のゴールデンラズベリー賞最低リメイク賞を受賞。続編のテレビアニメ『ゴジラ ザ・シリーズ』（Godzilla: The Series）が作られた。
6. 『ゴジラ2000（Godzilla 2000）』（2000年）
  - 『ゴジラ2000 ミレニアム』の日本国外版。セリフや音楽などが変更されている。
7. 『GODZILLA ゴジラ（Godzilla）』（2014年）
  - ハリウッドのレジェンダリー・ピクチャーズで制作された新作ゴジラ。「モンスター・ヴァースシリーズ」の第1弾。ギャレス・エドワーズ監督。
8. 『ゴジラ キング・オブ・モンスターズ（Godzilla: King of Monsters）』（2019年）[50]
  - 『GODZILLA ゴジラ』の続編。「モンスター・ヴァースシリーズ」の第3弾。マイケル・ドハティ監督。
9. 『ゴジラvsコング（Godzilla vs. Kong）』（2021年）[50]
  - 「モンスター・ヴァースシリーズ」の第4弾。アダム・ウィンガード監督。
10. 『ゴジラxコング 新たなる帝国（Godzilla x Kong: The New Empire）』（2024年）[51]
  - 『ゴジラvsコング』の続編。「モンスター・ヴァースシリーズ」の第5弾。アダム・ウィンガード監督。

### 再編集版
1. 『ゴジラ・モスラ・キングギドラ 地球最大の決戦』（1971年）
  - 『三大怪獣 地球最大の決戦』の改題・短縮版。
2. 『怪獣大戦争 キングギドラ対ゴジラ』（1971年）
  - 『怪獣大戦争』の改題・短縮版。
3. 『ゴジラ電撃大作戦』（1972年）
  - 『怪獣総進撃』の改題・短縮版。
4. 『シン・ゴジラ：オルソ』（2023年）
  - 『シン・ゴジラ』のモノクロ編集版。
5. 『ゴジラ-1.0/C』（2024年）
  - 『ゴジラ-1.0』のモノクロ編集版。

### ゴジラ・フェス特撮作品
『ゴジラ・フェス』は、2017年よりゴジラの誕生日に開催されている生誕記念イベント。下記の作品はいずれも同イベント内にて公開されており、数分から10分程度の短編である。2020年・2021年は新型コロナウイルスによる影響でそれまでのような集客しての開催が断念されたため、下記の作品もYouTubeでのオンライン配信のみとなった。

#### フェス・ゴジラシリーズ
『ゴジラ ゴジラ・フェスに現わる』（2020年）
2020年11月3日配信の『ゴジラ・フェス オンライン2020』にて上映された短編映像。監督は中川和博が担当した。内容は、ゴジラによる都市破壊シーンを描くメタフィクション調のものとなっており、東宝スタジオの駐車場に都市セットを並べて撮影された。

『ゴジラVSヘドラ』（2021年）
2021年11月3日配信の『ゴジラ・フェス 2021』にて公開されたフェス用新作特撮第2弾。監督は中川和博が担当した。内容は、工業地帯にてゴジラとヘドラの交戦を描くものとなっている。ゴジラとヘドラのスーツは2体とも『FINAL WARS』のものが使用されており、同年9月下旬に東宝スタジオの敷地内へ『ゴジラ・フェスに現わる』の3倍近くの広さでの設置を経て、舞台となる工業地帯のオープンセットにて撮影された。
- 監督・画コンテ・編集 - 中川和博 / 制作会社 - シネバザール / 製作 - 大田圭二 / 企画プロデュース - 吉川哲矢 / プロデューサー - 石塚紘太
- ゴジラ - 松本直也 / ヘドラ - よしだひかる / メイキングレポーター - 笠井信輔 / 流動映像 - 中山晃子

『フェス・ゴジラ3 ガイガン来襲』（2022年）
2022年11月3日開催の『ゴジラ・フェス 2022』にて公開されたフェス用新作特撮第3弾。監督は中川和博が担当した。内容は、『VSヘドラ』の当夜に海へ帰ろうとするゴジラのもとへ襲来したガイガンとの激闘を描く後日譚となっている。ガイガンのスーツはガイガン50特別企画「ガイガンスーツ起動プロジェクト」で制作されたものが使用されており、東宝スタジオ6stで3日間をかけて撮影された。
- 監督・画コンテ・編集 - 中川和博 / 制作 - 大田圭二 / 企画プロデュース - 吉田哲矢、山崎倫明 / アクション監修 - 新堀和男 / 制作会社 - EPISCOPE
- ゴジラ - 松本直也 / ガイガン - よしだひかる / 現場リポーター - 笠井信輔 / ニュースの声 - かおる

『フェス・ゴジラ4 オペレーション ジェットジャガー』（2023年）
2023年11月3日開催の『ゴジラ・フェス 2023』にて公開されたフェス用新作特撮第4弾。監督は中川和博が担当した。内容は、『ガイガン来襲』の後日に日本各地を蹂躙するゴジラへの対抗手段として開発されたジェットジャガーとの激闘を描く後日譚となっている。ゴジラのスーツは『ガイガン来襲』から引き続いて『FINAL WARS』のものが使用されており、ジェットジャガーのスーツはジェットジャガー50企画「ジェットジャガースーツ再現プロジェクト」で制作されたものが使用されている。
その後、2024年4月28日に開催された『ゴジラ・フェス 大阪』でも公開された際には、尾上克郎が市販の玩具を用いて駐車場で撮影したジェットジャガーの飛翔シーンがサプライズとして追加されており、観客席からどよめきが上がった。
- 監督・画コンテ - 中川和博 / 制作 - 大田圭二 / 制作会社 - エピスコープ
- ゴジラ - 松本直也 / ジェットジャガー - 斎藤謙也 / 博士 - 笠井信輔 / 軍人 - 開田裕治 / ナレーション - 富岡佑介
- EDテーマ - 「ゴジラとジェットジャガーでパンチパンチパンチ」子門真人

『フェス・ゴジラ5 怪獣大決戦』（2024年）
2024年11月3日開催の『ゴジラ・フェス 2024』にて公開されたフェス用新作特撮第5弾。監督は中川和博が担当した。内容は、『オペレーション ジェットジャガー』で予告された同作品から直接続く続編として、フェス・ゴジラシリーズの集大成ともいえる作品となっている。前作までよりも広大な東宝スタジオ9stにて、4日間をかけて撮影された。当初はガイガンも再登場する予定だったが撮影期間の関係で実現せず、その代わりとして中川の発案によるジェットジャガー専用の新武装「Gクロー」が登場した。
- 監督・脚本・画コンテ・編集 - 中川和博 / 制作会社 - エピスコープ
- ゴジラ - 松本直也 / ジェットジャガー - 斎藤謙也 / キングギドラ - 井口尚哉
- 出演 - 開田裕治、伊藤祐輝、イワゴウサトシ、笠井信輔、富岡佑介（声の出演）
- EDテーマ - 「ランランゴジラン」ドミンゴス

#### G vs.Gシリーズ
『G vs.G』
2019年の東宝による才能発掘オーディション・プロジェクト「GEMSTONE」での入賞作。2代目の所作や平成VSシリーズの設定に沿ったゴジラと、過去作品のどれとも容姿が異なるガイガンの大群「ガイガンミレース」の交戦を描く、予告編のような内容となっている。
- 監督・VFX - 上西琢也
- アーティスト - 山根光

『ゴジラVSガイガンレクス』（2022年）
2022年11月3日開催の『ゴジラ・フェス 2022』にて公開されたフェス用新作作品。『G vs.G』の続編であり、ガイガンミレースを統率するさらに巨大な赤い個体「ガイガンレクス」も登場し、ゴジラと交戦する。
- 脚本・監督・VFX - 上西琢也
- 製作 - 大西圭二
- 声の出演 - 小高恵美

『ゴジラVSメガロ』（2023年）
2023年11月3日開催の『ゴジラ・フェス 2023』にて公開されたフェス用新作作品。メガロ50周年記念作品にして『ゴジラVSガイガンレクス』の続編であり、ガイガンレクスを倒した後もガイガンミレースの残骸を破壊して都市を蹂躙し続けていたゴジラのもとへ、地中から謎の少女と共に過去作品とは容姿が異なるメガロが現れ、交戦する。
その後、2024年6月28日にはオムニバス映画『GEMNIBUS vol.1』内の1作として劇場公開された。映像や音響をYouTube版よりも向上した「シネマティック・バージョン」となっている。
- 出演 - 岡本弥歩、度会結希、高島大幹、平野隼人、Kenji Sakamono、ジパング、Sierra Y、Mozc、めっさん/sakumoto
- 声の出演 - 阿座上洋平、城岡祐介、山本悠貴、井上優、松舞奈、笠井信輔
- 脚本・監督・VFX - 上西琢也、製作 - 大田圭二、栢木琢也、柳澤俊介、VFX - 白組、alphaliez、撮影監督 - 柴田晃宏
- 劇中使用曲 - ゴジラVSスペースゴジラより「Hyper Battle Area」、ゴジラ対メガロより「無敵のメガロ」、モスラ対ゴジラより「ゴジラ出現のテーマ」、ゴジラより「ゴジラのテーマ」

### イベント上映など
- 『がんばれ!ゴジラ』
  - 1967年ごろにイベント用に上映されたもの[68]。
- 『怪獣プラネットゴジラ』（1994年）
  - 東京のサンリオピューロランド、大分のサンリオハーモニーランドにて上映された3D映画。
- 『ゴジラ・ザ・リアル 4-D』（2017年）[69]
  - 2017年1月13日から同年6月25日まで上映された、ユニバーサル・スタジオ・ジャパンの体感型シアター・ショー[70]。映像は『シン・ゴジラ』のスタッフにより制作された[69]。映像は大阪を舞台としている[69]。
- 『ゴジラVR』（2018年）
  - 2018年9月13日より「VR ZONE OSAKA」[71]、同年11月3日より「VR ZONE SHINJUKU」のほか日本全国の「VR ZONE Portal」にて稼働のVRアクティビティ[72]。
- 『夢の挑戦 ゴジラ須賀川に現る』（2019年）
  - 2019年1月11日に福島県須賀川市に開館した円谷英二ミュージアムにて限定公開されている特別映像[73]。制作は東宝映像美術、撮影は東宝スタジオにて行われた[73]。演出は鈴木健二、撮影は桜井景一、特殊美術は三池敏夫が担当した[73]。
- 『ゴジラ対エヴァンゲリオン・ザ・リアル 4-D』（2019年）
  - 2019年5月31日から8月25日まで上映されたユニバーサル・スタジオ・ジャパンの体感型シアター・ショー。アニメ『新世紀エヴァンゲリオン』シリーズとコラボレーションしている[74]。なお、監督を担当した中川和博による隠し要素として、ジェットジャガーもわずかながら登場している[58]。
- 『ゴジラ迎撃作戦オリジナルアトラクション映像』（2020年 - ）
  - 2020年10月10日よりニジゲンノモリのアトラクション「ゴジラ迎撃作戦」内のプレシアターにて上映されている短編映像。監督・脚本は中川和博が担当した[75]。
- 『ゴジラ・ザ・ライド 大怪獣頂上決戦』（2021年 - ）
  - 2021年5月より西武園ゆうえんち内「夕陽館」で上映中の体感型ライドアトラクション。上映時間は約5分。映像制作に山崎貴と津野庄一郎、音楽制作に佐藤直紀、ナレーションとして大塚明夫が出演[76]。
- 『ゴジラVSタイガース』（2022年）
  - 2022年4月1日配信のエイプリルフール偽映画企画[77]。阪神甲子園球場へ襲来したゴジラを阪神タイガースのメカトラッキーが迎撃し、同チームの選手も出演する[77]。
  - 出演 - 梅野隆太郎、大山悠輔、近本光司、佐藤輝明
  - 監督 - 清水俊文、プロデューサー - 宮崎豪
- 『ゴジラ都庁襲撃 〜GODZILLA:ATTACK ON TOKYO〜』（2024年）
  - 2024年4月27日より都庁第一本庁舎で投影上映のプロジェクションマッピング。都庁舎壁面に平成VSシリーズのゴジラとスーパーX2改が対決する[78]。
  - 企画・監修 - 東宝 吉川哲矢、加藤凱 / 映像制作 - 東宝映像美術 郡眞剛、敦賀松太郎 / 監督 - 中川和博
- 『中部電力 MIRAI TOWERにゴジラ襲来！ 〜Directed by NAKED, INC.〜』
  - 2024年6月20日から9月23日まで中部電力 MIRAI TOWER 展望台で上映のプロジェクションマッピング。中部電力 MIRAI TOWER開業70周年記念タイアップ特別ナイトイベントである[79]。
- 『TOKYO GODZILLAs』
  - 2024年11月30日より都庁第一本庁舎で投影上映のプロジェクションマッピング第2弾。前半は監督の中川和博によるスーツを用いた特撮とCG、後半は『ゴジラ』から『ゴジラ-1.0』までの7体の歴代ゴジラが東京を蹂躙するといった内容であり、白組も参加している[80][81]。

## その他の媒体展開
映画作品のノベライズ、コミカライズなどは各作品の項目を参照。

### テレビ番組
- 『流星人間ゾーン』（1973年）
  - 日本テレビ系で放送された特撮ヒーロー番組。主人公である防人ファミリーの要請によって現われる味方の怪獣としてゴジラが登場する。また、敵であるガロガ星人はキングギドラ、ガイガンも尖兵とする。製作は東宝映像、萬年社。監修に田中友幸、本編監督に本多猪四郎、特技監督に中野昭慶、川北紘一など、ゴジラ本編に関わりの深いスタッフが担当している。
- 『ゴジラアイランド』（1997年 - 1998年）
  - テレビ東京系で放映された5分番組。登場する怪獣は、着ぐるみではなく市販のソフビ人形などを改造したもので撮影されている。

#### 紹介番組
1990年代には、新作映画PRのために子供向けバラエティ番組が放送された。
『冒険!ゴジランド』（1992年10月1日 - 12月24日、1993年10月7日 - 12月30日）
テレビ東京系、毎週木曜日7時15分 - 7時30分放送。全26回。
司会はラサール石井、アシスタントはコスモス（1年目）、ブカブカ（2年目）、ゴジラのスーツアクターは破李拳竜が務めた。また、ゴジラ博士として東宝映像事業部の石井信彦が出演した。番組ディレクターは豊島浩行と小藤浩一。
『ゴジラvsモスラ』の公開に際し、児童層へのアピールとコスモスの周知を狙って制作された。東宝怪獣映画を「動く怪獣図鑑」のような内容で紹介した。翌年も継続されたが、ブカブカによる楽曲はコスモスほどの売上には至らなかった。

『ゴジラ王国』（1996年10月1日 - 1997年8月15日）
テレビ東京系、毎週月曜日 - 金曜日7時30分 - 7時35分放送。全224回。
CGキャラクターの博士（声 - 井上喜久子）とメガバイト（声 - 大谷育江）が映画のライブフィルムを使い、東宝怪獣たちの戦闘力や特徴などを教える。

『ゴジラTV』（1999年10月4日 - 2000年3月31日）
テレビ東京系、毎週月曜日 - 金曜日6時40分 - 6時45分放送。
『ゴジラ2000 ミレニアム』のPR番組として放送された。帯番組で曜日ごとに異なるコーナーで構成されるが、ライブフィルムを編集した映像は少なく、スタジオでさまざまなゴジラネタを収録するバラエティ。
1999年11月28日16時54分から17時25分には特別番組『ゴジラTVスペシャル』が放送され、『ミレニアム』主演の村田雄浩も出演した。

### アニメ
すすめ!ゴジランド（1994年、1996年）
東宝と学習研究所の共同制作による幼児向け知育アニメ。VHS全4巻、未DVD化。
登場怪獣はゴジラ（声 - 三田ゆう子）、ゴジリン（雌のゴジラ、1996年限定、声 - 岡村明美）、モスラ（声 - 伊倉一恵）、アンギラス（声 - 岩男潤子、愛河里花子）、キングギドラ（声 - 岡村明美）、バラゴン（声 - 長沢美樹）、メカゴジラ（1996年限定、声 - 稀代桜子）。ゴジランドに住む怪獣たちと基礎的な勉強をする。

『ただいま!ちびゴジラ』（2020年）
Webアニメ。キャラクター「ちびゴジラ」のアニメ化。
『ゴジラ S.P ＜シンギュラポイント＞』（2021年）
『ちびゴジラの逆襲』（2023年）

### 人形劇
- 怪獣人形劇『ゲキゴジ』（2004年 - ）
  - 劇団こがねむしによる人形劇。2004年5月よりデパートやイベント会場などで上演された[93]。登場怪獣は、ゴジラ、ミニラ、リトルゴジラ、アンギラス、バラゴン、ゴロザウルス、モスラ、ガバラ、ドラット、キングギドラ、ヤングシーサー、ミヤラビちゃん。ゴジラは主人公の「ゴジラくん」（モスゴジ似）「キンゴジくん」（キンゴジ似）「とびゴジラ」（総進撃ゴジ似）「パパゴジラ」と4種類も登場する。
- 『怪獣人形劇 ゴジばん』
  - ネット配信番組[85]。YouTube東宝特撮チャンネルで配信の東宝公式の人形劇[85]。『かまってゴジラ』のみ実写ドラマ。第1シーズンは最後に短編コーナー『ヘドじい』が流れる。
  - 脚本・監督・造形・編集・音楽[85] - 小林英幸 / 美術・人形劇製作[85] - アトリエこがねむし / 人形操作[85] - 劇団こがねむし
  - ゴジラくんの声[85] - 高橋由美子
  - 怪獣の声（第1期）[85] - 大谷美起、勝浦まりえ、金子はりい
  - 怪獣の声（第2期）[85] - 川野芽久美、久保田純子、小林英幸、米野賢道、川野芽久美
  - 声（第2期もしモス）[85] - るな、大谷美紀
  - ゴジダン(歌とダンス) - 勝浦まりえ、下村梨乃、るな / 「If's=モシモスの歌」るな&クレア

### 漫画
『大あばれゴジラ』（1955年、杉浦茂）
『少年少女おもしろブック』1955年6月号附録、集英社
『怪奇冒険まんが さいごのゴジラ』（1957年、橋本よしはる）

『続ゴジラ　アンギラスの逆襲』（1958年11月15日、原作：香山滋、漫画：藤田茂）
『怪獣ラバン』（1958年、水木しげる）

『ゴジラ』（1972年-1973年、久松文雄）

『ゴジラの最後』（1976年、川崎ゆきお）
『月刊漫画ガロ』1976年1月号に掲載。

『'79ゴジラ東京大襲来』（1979年、原作：沼礼一、漫画：いしいしんいち）
月刊少年マガジン1979年7月号に同誌創刊5周年記念特別編として掲載。60ページ。

『イエローマン』（1983年、杉浦茂）
『杉浦茂のおもしろ世界』の一物語。
『ゴジラサンド日和』（1984年、清原なつの）

『THEゴジラCOMIC』（1990年）
アンソロジーコミック。

『ゴジラくん』（1990年-1991年, 沢田ユキオ）

『ゴジラCOMICの逆襲』（1991年）
アンソロジーコミック。
『怪獣王ゴジラ』

『4コマランド ゴジラワールド』(1993年)
アンソロジーコミック。
『ガオガオおれゴジラ！』(1993年-1996年、ひかわ博一)

『感動王列伝 ゴジラ創生――ゴジラを発明した男たち』 (取材・構成：根岸康雄、作画：藤原芳秀)

『ビッグコミックオリジナルゴジラ増刊号』（2014年）
アンソロジーコミック。

『日本特撮映画師列伝 ゴジラ狂時代』（西川伸司）

『超合金 メカゴジラ〈生頼範義ポスターVer.〉誕生秘』（2017年、西川伸司）
超合金 魂MIX メカゴジラ（生頼範義ポスターVer.）のパックイン漫画。

『ゴジラ ギャラクシーオデッセイ』 (2025年ー？）、石口十

### ゲーム作品
発売（稼働）順。
ゴジラ VS 3大怪獣（MSX）1984年発売
シネスコ・アドベンチャー『ゴジラ』東宝（株）事業部、（PC-8801）、1984年11月発売。
『ゴジラ』（1954年（昭和29年）公開）を基にしたアドベンチャーゲーム。

NEW GODZILLA (PC-8801) 1985年4月発売
『ゴジラ』（1984年（昭和59年）公開）を基にしたアドベンチャーゲーム。

暴龍ゴジラ 大都市壊滅（FM-7）1985年発売
ゴジラくん（MSX）1985年発売
ディフォルメされたゴジラが登場するアクションパズルゲーム。のちにゲームボーイへ『ゴジラくん 怪獣大行進』（1990年12月18日発売）として移植された。

インファント島の秘密 モンスターズフェア (MSX) 1986年発売
モスラはプレイヤーキャラクター。ゴジラとミニラは敵キャラクター。

ゴジラ（ファミリーコンピュータ）1988年12月9日発売
ゴジラとモスラを操作し、ゴジラ怪獣だけでなく、モゲラやゲゾラなどの東宝映画の怪獣を倒していくアクションゲーム。ストーリーは地球侵略を目論むX星人の基地が木星で発見され、地球政府がゴジラとモスラを送り込むというもの。
ゲームは移動パートとアクションパートに大きく分かれており、シミュレーションゲームのようなヘクスマップを移動して敵怪獣と対決したり敵基地を破壊したりする。開発はコンパイル。
アクションパートで対戦する敵怪獣はゲゾラ、モゲラ、バラン、ヘドラ、バラゴン、ガイガン、メカゴジラ、そして最後の敵として立ち塞がるキングギドラである。また、ラストステージでは移動パート中に轟天号も登場する。

Godzilla 2: War of the Monsters（Nintendo Entertainment System）1991年発売（日本未発売）
日本でも「ゴジラ2」のタイトルで発売予定だったが、発売中止になった。

コンパチヒーローシリーズ
コンパチヒーローシリーズの一部の作品にはゴジラも出演している。パワーやディフェンスが高めに設定されることが多い。
バトルサッカー フィールドの覇者（スーパーファミコン）1992年12月11日発売

バトルベースボール（ファミリーコンピュータ）1993年2月19日発売

ゴジラ（アーケードゲーム）1993年稼動

ゴジラ（PC-9801）1993年10月15日発売
『大戦略』のシステムを使って作られたシミュレーションゲーム。『ゴジラ 列島震撼』と同じくプレイヤーは防衛軍や自衛隊を指揮し、ゴジラをはじめとする怪獣たちを撃退する。初代ゴジラから、『ゴジラvsキングギドラ』までをカバーしている。実在兵器だけでなくメーサー戦車などの架空兵器も登場するが、怪獣たちの攻撃力はあまりに強力であるため、なんとか被害を抑えつつ勝利条件を満たすことが必要となってくる。

怪獣王ゴジラ（ゲームボーイ）1993年12月17日発売

超ゴジラ（スーパーファミコン）1993年12月22日発売

ゴジラ 爆闘烈伝（PCエンジン）1994年2月26日発売
アルファ・システムが開発。対戦型格闘ゲーム。
ゴジラはスーツ別で10匹以上おり、キングギドラも「宇宙超怪獣」「超ドラゴン怪獣」「メカ」に分かれ、メカゴジラIIは首がなくなっても動ける。ゴジラのアクションも、各エピソードの元になった映画作品の演出を採用している（全身発光など）。ストーリーモードでは次に戦う怪獣のシルエットと共に、鳴き声が再生されていた。ボーナスゲームとして、ゴジラ映画に関連するクイズコーナーもある。

ゴジラ 怪獣大決戦（スーパーファミコン）1994年12月9日発売
ジャンボゴジラ (アーケードゲーム）1995年稼動

ゴジラ どきどき怪獣島!!（キッズコンピュータ・ピコ、Windows）1995年7月25日（PICO）、1999年2月17日（Win）発売

ゴジラ 怪獣大進撃（ゲームギア）1995年12月8日発売

ゴジラ 列島震撼（セガサターン）1995年12月22日発売

ゴジラ・ムービースタジオ・ツアー（Windows、Macintosh）1996年月発売
撮影スタジオをテーマパーク化したという設定で、映画編集や音付け、ポスターのデザインなど、映画の制作工程を体験するデジタルコンテンツ。
編集体験の映像素材は、未使用カットも含めた『vsモスラ』から『vsスペースゴジラ』までの特撮シーンで構成しており、当時助監督であった手塚昌明が編集を手掛けた。この映像は後に各作品のDVDに再録された。また、ポスターの映像素材として未制作企画『モスラVSバガン』に登場予定であった魔獣バガンのイラストも使用できる。

ゴジラ・ジェネレーションズ（ドリームキャスト）1998年11月27日発売
ゴジラをはじめとする怪獣を操作し、日本の大都市を破壊するというゲーム。敵としてGフォースの戦車や戦闘機が登場するほか、特定のステージにて街の破壊率が一定の数値に達すると、スーパーX、X2、XIIIがボスとして登場する。
操作可能な怪獣はゴジラ、メカゴジラ、初代ゴジラ、ハリウッド版ゴジラ、ミニラの5体に加え、隠しキャラクターとしてジャイアント芹沢博士というキャラクターが登場する。

ゴジラ・トレーディングバトル（PlayStation）1998年12月3日発売
東宝映像事業部が開発した、『モスラ2』までの東宝特撮怪獣（キングコング、メカニコングを除く）が総出演するトレーディングカードゲーム。オリジナル怪獣も6体登場する。

GODZILLA: The Series（ゲームボーイカラー）1999年11月30日発売（日本未発売）

ゴジラ・ジェネレーションズ・マキシマムインパクト（ドリームキャスト）1999年12月23日発売
『ゴジラ・ジェネレーションズ』の続編として作られたソフト。操作できる怪獣はゴジラのみであるが、各ステージが「町の破壊」と「怪獣との戦い」の2段階になっている。敵怪獣は、ビオランテ、キングギドラ、モスラ（幼虫・成虫）、スペースゴジラ、そして最終ボスがデストロイア（幼体・完全体）となっているほか、スーパーXIIIやゲームオリジナルキャラクターのモゲラIIやスーパーメカゴジラIIなども登場する。

Godzilla: The Series Monster Wars（ゲームボーイカラー）2000年11月30日発売（日本未発売）

ゴジラ怪獣大乱闘（ニンテンドー ゲームキューブ）2002年12月12日発売

ゴジラ怪獣大乱闘アドバンス（ゲームボーイアドバンス）2003年12月11日発売

ゴジラ怪獣大乱闘 地球最終決戦（PlayStation 2）2004年12月9日発売

Godzilla: Unleashed Double Smash（ニンテンドーDS）2007年11月20日発売（日本未発売）

Godzilla: Unleashed（PlayStation 2、Wii）2007年11月20日（PS2）、2007年12月5日（Wii）発売（日本未発売）

ゴジラ-GODZILLA-（PlayStation 3）2014年12月18日発売

ゴジラ 怪獣コレクション（HEROZ スマホアプリ 2015年4月21日サービス開始、2016年4月21日サービス終了）
3対3で怪獣バトルを行うアクションRPG。

ゴジラ VS（PlayStation 4）2016年7月16日発売
『ゴジラ-GODZILLA-』のアップグレード版。

ゴジラ ディフェンスフォース（ネクソン スマホアプリ 2019年5月23日サービス開始）
リアル脱出ゲーム 対 ゴジラ シン・ゴジラからの脱出（公演型の体感型ゲーム/東京ミステリーサーカス B1F ヒミツキチラボ）2018年4月26日 - 10月14日開催
リアル脱出ゲーム 対 ゴジラ シン・ゴジラからの脱出 リバイバル公演（東京ミステリーサーカス B1F ヒミツキチラボ）2019年10月4日 - 11月10日開催

ゴジラ 謎ファイル（全3種）（持ち帰り型の体感型ゲーム）2019年11月3日発売
ゴジラver「首都防衛戦線―大怪獣ゴジラを迎撃せよ！―」
モスラver「博士の残したインファント島の謎」
ビオランテver「第四種警戒態勢発動！」

ゴジラ デストラクション／GODZILLA DESTRUCTION（TOHO Games スマホアプリ 2021年4月27日サービス開始）

ラン ゴジラ／RUN GODZILLA（TOHO Games スマホアプリ 2021年6月3日サービス開始（日本外では同年3月25日先行開始））

ゴジラ バトルライン／GODZILLA BATTLE LINE（TOHO Games スマホアプリ 2021年6月15日サービス開始）

ゴジラ （アークライト ボードゲーム）2022年4月23日発売
『Kaiju on the Earth』シリーズの番外編『Kaiju on the Earth LEGENDS』の1作目。『ゴジラ』（1954年公開）をモチーフとした1人対多人数（最大4人）の対戦・協力型ボードゲーム。1人がゴジラ、その他のプレイヤーが関東4都県の知事となり、ゴジラは各施設の破壊を、知事たちは住民や報道関係者の避難とオキシジェン・デストロイヤーの発動を、得点として競う。

リアル脱出ゲーム 対 ゴジラ 対 熱海ベイリゾート後楽園『ゴジラ迫るホテルからの脱出』（施設内周遊型の体感型ゲーム）
宿泊コース 2022年5月27日 - 2023年7月23日開催
日帰りコース 2022年7月14日 - 2023年10月31日開催

ゴジラ ボクセルウォーズ（TOHO Games スマホアプリ 2023年11月1日サービス開始）

#### 別ゲーム内コラボ
モンスターストライク（mixi アプリ）
コラボイベント「ゴジラ×モンスターストライク」（2014年7月18日配信）
コラボイベント「ゴジラ×モンスターストライク 続・大怪獣猛進撃!」（2014年11月11日配信）
コラボイベント「ゴジラ対エヴァンゲリオン×モンスト」（2016年8月2日配信）

スーパーロボット大戦X-Ω（バンダイナムコエンターテインメント アプリ）
ゴジラ対エヴァンゲリオン 期間限定参戦（2016年8月1日 - 8日配信）

巨影都市 （バンダイナムコエンターテインメント PlayStation 4）2017年10月19日発売

戦姫絶唱シンフォギアXD UNLIMITED（ポケラボ アプリ）
コラボイベント「ゴジラVSシンフォギア」（2019年11月30日配信）

星のドラゴンクエスト（スクウェア・エニックス アプリ）
コラボイベント「ゴジラ大決戦!!-大怪獣総進撃編-」（2020年8月5日配信）

SD シン・仮面ライダー 乱舞（バンダイナムコエンターテインメント Nintendo Switch/PC（Steam））
追加ダウンロードコンテンツ「シン・ゴジラパック」（2023年配信）

GigaBash （Passion Republic Games Nintendo Switch/PC（Steam）/PlayStation 4/PlayStation 5/Xbox One/Xbox Series X/S）

### パチンコ
CRゴジラ2（1999年2月導入・ニューギン）

CRゴジラ（2003年5月導入・ニューギン）

CRゴジラ（2006年12月導入・ニューギン）
川北紘一演出による完全新作映像『ゴジラvsキングギドラ』が収録されている。
登場怪獣は、ゴジラ、ミニラ、キングギドラ、モスラ、ラドン、ガイガン、メカゴジラ、スペースゴジラ、デストロイア。小美人、X星人も登場する。実際の映画で使われた着ぐるみなどを使用。ゴジラの着ぐるみは『ゴジラ×メガギラス G消滅作戦』のもの。川北は、グリーン系の体色が気に入らなかったため、グレートーンに塗り直している。
演出ではアナログ風に撮影することを要望され、昭和シリーズのころの重厚な雰囲気を意識している。

CRゴジラ〜破壊神降臨〜（2010年7月導入・ニューギン）
ゴジラシリーズ第4弾。ニューギンよりバトライズスペック第3弾。前作同様、映画で使われた着ぐるみを使用した川北の演出による完全新作映像。登場怪獣は、ゴジラ、アンギラス、キングギドラ、ガイガン。ゴジラのスーツアクターは岩崎晋弥。

### 舞台
『ゴジラ』（劇団離風霊船）
1987年5月1日初演。脚本は大橋泰彦。人間の少女に恋をしたゴジラの物語。
戯曲は1988年4月15日に白水社より発行された。岸田國士戯曲賞受賞。

### オーディオドラマ
『大怪獣戦 30怪獣大あばれ!!』（朝日ソノラマ、1966年8月20日）
ゴジラをはじめとする怪獣たちとキングギドラ・ドゴラ・モゲラら宇宙怪獣との戦いを描いたソノシートドラマ。脚本は金城哲夫。
イラスト部分のみ1999年に『大復刻怪獣ソノシートブック』に復刻収録された。

『ゴジラは王様』（朝日ソノラマ、1966年11月5日）
書籍『怪獣大図鑑』付録のソノシートドラマ。脚本は金城哲夫。
ゴジラ、ラドン、サンダ、ガイラがキングギドラと戦う。

『われら怪獣部隊』（東宝レコード、1971年）
ゴジラとオリジナル怪獣との戦いを描いたレコードドラマ。作・演出は平松仙吉。
「第4集 無音怪獣サウンナ」「第5集 時間怪獣セコンドリア」の発売も予定されていたが、実現には至らなかった。
3作品とも2006年に『ゴジラ・サウンドトラック・パーフェクトコレクション BOX4』に再録された。
「第1集 T（タダシ）少年の巻」（1971年7月1日）
地底人が操る怪獣ナーモンが登場。音楽は和田則彦。
「第2集 水中怪獣ブルワラー」（1971年8月1日）
水中怪獣ブルワラーが登場。音楽は薊けいじ。
「第3集 銀河怪獣キラスター」（1971年9月1日）
銀河怪獣キラスターが登場。音楽は薊けいじ。

### CM
上記ゲーム・映画のCMは除く。
アサヒ飲料「バャリースオレンヂ」（1964年）
『モスラ対ゴジラ』とのタイアップCM。

やまじるしみそ（1970年代初期）
映像は『ゴジラ対ヘドラ』からの流用。

グリコ協同乳業 プッチンプリン（1983年 - 1984年）
パターンが2つある。前者はゴジラがのど自慢大会に出場し、「花笠音頭」を踊っては歌いだしで雄叫びをあげた直後に鐘が一つ鳴って失格となり落胆し、参加賞としてプッチンプリンを貰うというもの。後者はゴジラの子供が水野晴郎と共演し、映画館で『ゴジラ』（1984年版）を見ていたが、父が攻撃されるシーンを見て泣き出し、一緒にいた水野に「お父さんも大変だね…」と慰めてもらうというものだった。

アサヒビール アサヒ黒生（1980年代）
1983年版は、ゴジラに似た怪獣クロラがジョッキを片手に海へ去るという内容。制作は東宝映像。
1984年版は、ビールジョッキを持ったゴジラと、観覧車を眺めていた子供のゴジラが親子で夜空の月を見つめるというもの。

バンダイ「キャラコンゴジラ」（1984年）
ゴジラが迷子になった子供を探して派出所を訪れるという内容。制作は東映。

ナイキ「バリスティック・フォース・ハイ」（1992年11月）
バスケットボール選手のチャールズ・バークレーがゴジラとボールの奪い合いをするという内容。制作はILMが担当。アメリカで放送された後、日本でも公開された。
同時期には、ナイキのスポーツイベントにもゴジラが登場している。

京都銀行（1992年ごろ）
『ゴジラvsモスラ』の公開される以前に放送されていたもので、清水寺の前を歩いたり、大文字山に銀行のシンボルマークを焼き付けたりする。

西友（1992年 - 1994年）
『ゴジラvsモスラ』、『ゴジラvsメカゴジラ』、『ゴジラvsスペースゴジラ』および、『ヤマトタケル』の公開時期に放映された。演出は川北紘一が担当しており、当該作品の特撮シーンと登場キャストの新撮映像で製作されていた。ゴジラの熱線で巨大な「￥」が爆発したり、モスラの羽ばたきで沢山の「￥」が舞い上がったりといった演出が盛り込まれている。

日清食品「出前一丁」（1992年）
ゴジラの映像を前に2人の島倉千代子が歌唱するという内容。

天神愛眼（1994年）
福岡の眼鏡販売店で、『vsスペースゴジラ』の公開時期に放映された。同作で福岡が最終決戦の舞台になっていることもあり、「天神愛眼が狙われている！」と題して同社の社長が軍服姿でセールをアピールするというもの。

ウベハウス（1995年 - 1997年ごろ）
一軒家の中でゴジラとリトルゴジラがじゃれあい、堅牢さをアピールしている。着ぐるみは『vsスペースゴジラ』のもの。

パールライス（1995年頃）
『ゴジラvsデストロイア』の公開時期に放映された。暴れるバーニングゴジラを背景に「パールライスが食べたい」とテロップと声が重なる。映像は『vsデストロイア』の流用で、同様のシーンを用いたポスターも製作された。

ダイハツ工業「オプティ」（1999年）
『vsデストロイア』のスーツが用いられた。

セボン（2001年）
演出は川北紘一。スーツは『ゴジラ2000 ミレニアム』と同タイプの胴体に平成VSシリーズの頭部と背びれをつけたもの。ファンの間では「セボンゴジ」と呼ばれる。
2002年には、同社の「セボンタウン」のCMで『vsデストロイア』のスーツが用いられた。

ベスト電器（2002年）
『ゴジラ×メカゴジラ』の公開時期に放映された。同作の映像を流用しており、戦闘シーンにゴジラの放射熱線やメカゴジラのプラズマレーザー砲と同色のテロップが挿入されていた。

キヤノン EOS Kiss デジタルX（2006年）
ゴジラがKISSのメイクをして登場し、熱線を吐く（KISSキッズも空に向かって熱線を吐いている）。着ぐるみは『ゴジラ FINAL WARS』のもの。

キリンビバレッジ FIRE（2009年）
松井秀喜と共演。ゴジラはシルエットのみの登場。

スニッカーズ（2014年）
レジャーに興じる人間大のゴジラが空腹に陥ると巨大化して暴れ出し、スニッカーズで空腹を満たされると元に戻るという内容。本CMのゴジラは人間たちとハイタッチも交わすほど打ち解けており、元に戻った際には笑顔（ゴジラスマイル）やサムズアップすら披露している。
アメリカで第86回アカデミー賞の放送中に初公開された。日本未公開。着ぐるみはアメリカでの新規造形。

パルコ 夏のグランバザール（2016年）
ゴジラが巨大化したパルコアラと対決するもの。『シン・ゴジラ』の公開時期に合わせて夏のグランバザールが同作とコラボしたものだが、ゴジラ自体は映画のシーンのものとの合成になっている。

サントリー・BOSS『顔の映らない主役』篇 （2019年 WebCM）
『ゴジラ キング・オブ・モンスターズ』公開記念として中島春雄をメインとしたCMを放送。東宝スタジオでのゴジラ特撮撮影は15年ぶりであり、造型師の酒井ゆうじによる監修のもとで初代ゴジラスーツも再現された。
監督 - 本郷伸明、特殊操演 - 上松盛明、美術 - 稲村正人、美術デザイナー - 三池敏夫、東宝取締役・音楽事業担当・チーフゴジラオフィサー - 大田圭二、中島春雄役 - 齊藤謙也。

マクドナルド（2023年 - 2024年）
「ゴジラvsマクドナルド」と称し、ゴジラ、ハンバーグラー、グリマス、バーディをアクションフィギュア「BE@RBRICK」化して2023年12月20日から数量限定・抽選販売するほか、ゴジラの迫力を謳った限定メニュー「ゴジラバーガー」を2024年1月5日から数量限定・コラボレーション特別パッケージで発売する。さらには、夕方5時からの夜マックとゴジラのコラボレーションを「ポテ｜ナゲはゴジダ」と称し、夜マック限定メニュー「ポテナゲ」の限定品を1月17日から2月中旬まで発売する。
タイトルロゴなどは平成VSシリーズに沿ったものとなっており、テレビCMには同シリーズでの外見や描写に沿ったゴジラが市街地に登場するほか、マクドナルド店員の制服姿を模した巨大ロボット「マクドナルドロボ」も登場する。
マクドナルドロボのデザインを担当した西川伸司によれば、その細部にはさまざまな東宝メカのモチーフを引用しているほか、平成VSシリーズの世界観に人型ロボは異質なので悩んだという。また、当初はCGで制作する予定になっていたが、実際にはミニチュアになったうえに映像も同シリーズへの愛あるものになったので嬉しいと評している。

### アトラクション、展示会
- ゴジラ迎撃作戦〜国立ゴジラ淡路島研究センター〜
  - テーマパーク「ニジゲンノモリ」（兵庫県淡路市）内に、東宝とパソナグループが2020年夏に開業。攻撃を受けて半ば地中に埋もれているという設定の等身大『シン・ゴジラ』版ゴジラ（全長120メートル）を再現する[142]。

このほか、ゴジラをテーマとする期間限定の展示会が下記のように多数開かれてきた。
- 「大ゴジラ特別展」「大ゴジラ特撮王国」（2014年 - 2017年、全国を巡回）[143]
- 「ゴジラ展」（2017年、名古屋市博物館）[144]

### その他
絵物語『A SPACE GODZILLA』（1979年）
SF雑誌『スターログ』日本版1979年2月号および4月号に掲載された絵物語。構成は大林宣彦と石上三登志、イラストは大友克洋と白山宣之。
物語は九十九里浜にゴジラの死体が打ち上げられるところから始まり、霊媒師の口を借りて自らが宇宙から来た種族であることを明かしたゴジラが人類の手により宇宙へ旅立ち、故郷のゴジラ星を占領する悪の異星人と戦う。

### 日本国外
アニメーション
『Godzilla』（1978年）
アメリカのハンナ・バーベラ社が制作したテレビアニメ。全26話。
『ゴジラ ザ・シリーズ』（1999年 - 2000年）
1998年のアメリカ映画『GODZILLA』をベースにしたテレビアニメ。全40話。
コミック
Cinema Shares International『Godzilla Vs. Megalon』（1976年）
ゴジラシリーズ初のアメコミ化作品。
マーベル・コミック版『Godzilla, King of the Monsters』（1977年 - 1979年）
マーベル・コミックより出版されたアメリカンコミックシリーズ。全24号。ゴジラとS.H.I.E.L.D.やアベンジャーズ、ファンタスティック・フォーといったスーパーヒーローたちとの戦いを描く。第6号では巨大ロボット レッドローニン（Red Ronin）、第10号ではイエティ風の怪獣Yetrigarなど、オリジナルキャラクターも登場している。
ダークホースコミックス版『en:Godzilla (comics)』（1987年 - 1996年）
ダークホースコミックスより出版されたものは、当初は『ゴジラ』（1984年版）の日本版漫画の英訳であったが、1992年よりオリジナル作品を出版。後者は、『ゴジラ対ゲキド・ジン』のタイトルで邦訳された。
1994年にはナイキとのタイアップにより、ゴジラとプロバスケットボール選手チャールズ・バークレーが対決する『ゴジラVSバークリー』が描かれた。
IDWパブリッシング版『en:Godzilla (comics)』（2011年 - ）
『Godzilla The Half-Century War』（2012年）では、第1作『ゴジラ』で初代ゴジラと戦った自衛隊員が主人公となっている。
レジェンダリーコミックス版『en:Godzilla (comics)』（2014年 - ）
玩具
プラモデル「GODZILLA」（1964年9月）
オーロラ社から発売された世界初のゴジラのプラモデル。
『Godzilla Gang』（1979年頃）
玩具メーカーのポピーが日本でウルトラシリーズのヒーローや怪獣のソフビ人形ブランドとして展開し、ゴジラなどもラインナップしたキングザウルスシリーズをベースに新規原型で製作されたソフビ人形ブランド。アメリカの玩具メーカーマテル社が発売。東宝怪獣はゴジラのみラインナップ。
『ショーグン・ウォリアーズ』（1970年代）
アメリカで展開された、日本のロボットアニメの主役ロボットや怪獣たちによる玩具ラインナップ。ゴジラとラドンがジャンボマシンダー規格の玩具として発売されている。玩具としてのギミックが多く付加されており、ゴジラがロケットパンチを放つ。『FINAL WARS』でメインタイトルをデザインしたカイル・クーパーはこの玩具を「僕の初めてのゴジラだ」と大切に所持している。

## 未製作作品

### 昭和シリーズでの未制作作品
『ゴジラの花嫁？』
1955年の6月に海上日出男による初の総天然色映画を予定していた検討用脚本で、『ゴジラの逆襲』（1955年）の続編。花嫁ロボット（脚本上は「人工人間」と記載）や2体目のアンギラスが登場する。
1970年代後半に本脚本を原案として中西隆三によって『ゴジラの復活』が執筆され『ゴジラ』（1984年版）の源流の1つとなり、本脚本に登場するゴジラに寄生するノミの設定は、同作品のショッキラスへと継承された。
なお、1972年に『ゴジラのお嫁さん』というタイトルのレコードが東宝レコードから発売されたが、本作品とは無関係。

『続 キングコング対ゴジラ』（1962年ごろ）
『キングコング対ゴジラ』（1962年）の直接の続編として、関沢新一によるプロットが執筆された。全18ページ。
前作の戦いから生き延びていた両怪獣が瀬戸内海で再び対決し、阿蘇山で決戦を迎える。ゴジラが四国へ上陸する描写も存在した。怪獣を見世物にしようとする悪徳業者の設定は、『モスラ対ゴジラ』と共通している。
1964年夏に公開を予定していることが同年1月に報じられていたが実現せず、代わって『キングコング対ゴジラ』がリバイバル上映された。

『怪獣島』（1963年）
東宝テレビ部の宇佐美仁とアニメ制作会社のスタジオ・ゼロによるテレビ番組企画案。『ゴジラ』をはじめとした全8本の東宝怪獣映画の特撮場面を流用したオリジナルストーリーで1クール分のシノプシスが作成されたが、映像の使用権が当時はアメリカに渡っていたため、頓挫した。

『フランケンシュタイン対ゴジラ』（1964年）
『ガス人間第一号』（1960年）の続編として企画された『フランケンシュタイン対ガス人間』から改訂された作品。ただし、『対ガス人間』は『ガス人間第一号』のアメリカでの配給権を獲得したブレンコ・ピクチャーズによる企画であったが、こちらはヘンリー・G・サパースタインによる企画であった。執筆は馬淵薫（木村武）。
その後、フランケンシュタイン側のエピソードはほぼそのままで、対戦相手をゴジラから新怪獣のバラゴンに差し替えて『フランケンシュタイン対地底怪獣』（1965年）が制作されている。
本企画と前後してサパースタインは『モスラ対ゴジラ』のアメリカでの劇場公開権およびテレビ放映権を獲得しており、以後東宝特撮映画に携わることとなる。

『バットマン対ゴジラ』（1965年）
『バットマン』とのクロスオーバー作品。1965年11月に関沢新一によるプロットが書かれた。ワイオミング大学のアーカイブに英語版のプロットが保管されている。
ドイツ人の科学者クラウス・フィンスターが日本政府に5千万ドルの支払いを要求し、拒否するならば日本を滅ぼすと脅迫する。バーバラ・ゴードンとともに日本旅行中だったジェームズ・ゴードンの要請により、フィンスターの野望を食い止めるべく来日したバットマンとロビンがフィンスターと戦い、さらにはフィンスターによって操られたゴジラと戦う。ゴジラがバットガールに恋をするなどを経て、バットマンはゴジラがメスを探していると推測する。日本で開発されたロボットメスゴジラにバットマンが乗り込み、戦うことが予定されていたが、同ロボットの登場は取り消され、意識を失ったゴジラをロケットに乗せて宇宙に追放するとの展開に変更された。

『怪獣大襲撃』（1966年）
小川英による検討稿が執筆されている。

『ゴジラ・レッドムーン・エラブス・ハーフン 怪獣番外地』（1970年）
東宝チャンピオンまつり用に円谷プロダクション製作・東宝配給作品として企画していた映画。金城哲夫と満田かずほによるプロットのもと、沖縄を舞台とした風刺的な作品となっている。

新作ゴジラ映画（1970年）
東宝チャンピオンまつり1970年冬期のラインナップとして発表されていた作品。監督には本多猪四郎が予定されていたが実現には至らず、代わって『モスラ対ゴジラ』の再編集版が上映された。

『ゴジラ対ヘドラ 2』
『ゴジラ対ヘドラ』（1971年）の続編として、同作を監督した坂野義光によるプロットが存在する。

『キングギドラの大逆襲！』（1971年）
関沢新一による『地球攻撃命令 ゴジラ対ガイガン』（1972年）の検討稿。

『ゴジラ対宇宙怪獣 地球防衛命令』（1971年）
馬渕薫による脚本。地球征服を狙う宇宙人ミコーが操るキングギドラ、ガイガン、メガロの3大宇宙怪獣に対し、ゴジラ、アンギラス、魔神ツールが立ち向かうという内容。ガイガンやゴジラタワーの設定は『ゴジラ対ガイガン』へ引き継がれた。『ゴジラ対メガロ』（1973年）以前にメガロが登場しているが、同作品のメガロとは描写が異なる。また、魔神ツールは後のキングシーサーを彷彿とさせるものと評されている。

『大怪獣沖縄に集合！ 残波岬の大決斗』（1974年）
登場怪獣、人物の一部、沖縄を舞台にした作品というプロットは『ゴジラ対メカゴジラ』（1974年）に流用された。

怪獣王ゴジラ・仮題（1979年）
『ドラえもん のび太の恐竜』の併映として発表されていた作品。歴代映画の総集編と予定されていたが、実現には至らず、代わって『モスラ対ゴジラ』の再々編集版が上映された。同作品の冒頭に追加されたハイライト映像は、本企画の名残であったとされる。
企画に際して漫画家の松本零士にも何らかの関与が打診されていたが、最終的には『モスラ対ゴジラ』のポスターアートを描くのみに留まった。

このほか、プロデューサーの田中友幸は、『メカゴジラの逆襲』（1975年）の時点で次回作も予定していたが実現しなかったと証言している。

### 『ゴジラ』（1984年版）関連の未制作作品
『ゴジラの復活』（1977年、1978年、1980年）
『メカゴジラの逆襲』（1975年）の後に企画されたシリーズ再開案。同一タイトルの脚本が何度か書かれており、いずれも後の『ゴジラ』（1984年版）の原形となっている。
1977年ごろに書かれたものは、テロリストに占拠された静岡の原発をゴジラが襲うという内容。『ゴジラの花嫁？』を原案としており、『ゴジラ』（1984年版）のショッキラスがこの段階で登場しているが、この時点ではダニの怪獣であった。監督を福田純、脚本を中西隆三で製作が予定されていたが、プロデューサーの田中友幸ともども急遽製作が決定した『惑星大戦争』（1977年）へ移行した。印刷された検討稿は、中西が執筆したものに村尾昭が手を入れたものである。
1978年には、SF作家の光瀬龍による同名のプロットも執筆されている。このプロットでは、ゴジラを宇宙人の使いと設定し、UFOやUMAとも関連づけている。
1980年ごろに書かれたものは、ゴジラと猿神獣・水神獣・竜神獣の3形態に変身する中国の伝説の怪獣バガンが戦うという内容。執筆は村尾昭。『ゴジラ』（1984年版）で描かれた「ゴジラが核物質をエネルギーとする」という設定がこの段階で登場している。バガンは後に『モスラ対バガン』の企画へ流用された。
三度目に書かれた永原秀一による検討用脚本が改題し、『ゴジラ』（1984年版）として製作された。

『ゴジラ』（1978年）
SF作家の眉村卓によるプロット。光瀬による『ゴジラの復活』ともども田中友幸がゴジラ復活会議に際しSF作家クラブで交流のあった作家に執筆を依頼したものである。
このプロットでは過去の作品とのつながりをなくし、ゴジラを宇宙人の残したメッセンジャーと設定している。

『ゴジラ、大復活！』（1978年）
関沢新一によるものとみられるプロット。眉村や光瀬らによるプロットを要約して紹介している「企画メモ」に掲載されていた。

外山朗によるプロット（1978年）
1978年に開催された「ゴジラ復活会議」の参加者の1人である東京新聞の外山朗により2本のプロットが執筆されている。外山がいかなる人物で、どのような経緯で会議に参加したのかは明らかになっていない。
両プロットとも、ゴジラと空飛ぶ円盤を関連づけた内容となっている。

『ザ・ゴジラ』（1979年）
田中友幸の部下である東宝映像の中川原哲治が二階堂哲というペンネームで執筆したプロットの1つ。
ゴジラをノアの方舟伝説における大洪水の役割を担うものと位置づけ、先史文明との関連を言及している。

『よみがえる魔神 ゴジラの復活』（1979年）
二階堂哲（中川原哲治）によるプロットの1つ。
コンピューターが管理する世界でゴジラが人類と戦うという内容である。

『God's Godzilla 神々のゴジラ』（1979年）
中篇小説『スーパーゴジラ 神々の怒れる使者』（1979年）
SF作家の荒巻義雄によるプロットとそれを発展させた原作小説。光瀬や眉村と同様に『ゴジラ』（1984年版）へ至る企画検討の中で制作されたものだが、荒巻への依頼は両者よりも後であったとされる。小説として発売する予定もあったが、映画の企画が中断したことにより立ち消えとなった。
荒巻は、英語圏でゴジラが「GOD」を含む「GODZILLA」と訳されていることから、ゴジラを神の使いと位置づけ、ゴジラが世界中を襲い厄災をもたらすという終末思想的な物語としている。

### サパースタインによる合作企画
『ゴジラ対ガルガンチュア』（1977年）
ヘンリー・G・サパースタインが1970年代初頭に東宝に持ち込んだ企画。ルーベン・バーコビッチによる脚本、UPAピクチャーズとの共同制作のもと、サイボーグ化したゴジラが『The War of the Gargantuas』に登場したガルガンチュアと戦う内容。1977年に東宝のアメリカとの共同制作予定作品としてジョージ・パルと共同制作する『タイム・マシン 80万年後の世界へ』のリメイク作品や、パンチ・プロダクションとの共同制作作品『MORTAL』とともに発表された。

『ゴジラ対デビル』
ヘンリー・G・サパースタインが東宝に持ち込んだ企画。映画『エクソシスト』の成功を受けているとされる。1979年の公開が予定されていた。予算は400万ドル以上とされ、脚本はアメリカ側が担当する予定だった。
サバーンスタインや田中文雄によるメモでは『ゴジラの怒り』という仮題も記されていた。

日米合作 ゴジラ
1980年代にヘンリー・G・サパースタインから合作の申し入れもあり、日米双方から提示されたストーリーを元に2本の脚本が書かれた。
これ以前にも、東宝1977年冬のラインナップに「日米合作ゴジラ」が記されていたが、詳細は明らかになっていない。また、『スター・ウォーズ』に影響を受けた宇宙を舞台にしたゴジラ映画の企画がサバ―スタインによって東宝に持ち込まれたと『オタク・イン・USA 愛と誤解のAnime輸入史』に記載されているが、こちらも詳細は明らかになっていない。
田中友幸は、1983年のインタビューで日米合作の企画が進行中であることを語っており、実現の可否に関わらず一応の結論をつけてから復活ゴジラ（1984年版）の制作に入ると述べていた。
この企画に際し、恐竜アーティストとして知られるウィリアム・スタウトによるゴジラのデザインが描かれており、後に『ゴジラvsビオランテ』（1989年）の企画書や製作準備稿の表紙に流用されている。

アニメーション映画（1988年）
ヘンリー・G・サパースタインがユナイテッド・プロダクションズ・オブ・アメリカの元スタッフを集め、東宝と共同でゴジラのアニメーション映画を制作するとバラエティによって報道された。

### VSシリーズ関連の未制作作品
『ゴジラ伝説 アスカの要塞』
『ゴジラ』（1984年版）の公開後に行われたストーリー公募で準佳作に選ばれた『ゴジラ対巨大ロボット軍団』を元にした脚本が、関沢新一によって書かれている。ゴジラとコンピュータ「アスカ」が操る巨大な移動要塞の戦いが展開される。
シナリオ化は『vsビオランテ』の制作と併行する形で行われたが、アイデアはその後も残り、『vsビオランテ』の続編としても映像化の案があったとされる。東宝プロデューサーの田中文雄は、「アスカ」は『地球防衛軍』に登場するミステリアンドームをイメージしており、それをゴジラと戦わせてもうまくいかず、ゴジラ映画ではない感じになってしまったと述懐している。書籍『平成ゴジラ大全』では、本作品を関沢の事実上の遺作として紹介している。

『SOS日本！ゴジラ特攻作戦』（1985年前後）
『対メカゴジラ』の脚本を手掛けた山浦弘靖によるプロット。『ゴジラ』（1984年版）の公開後に、ストーリー公募と並行して田中友幸が複数の脚本家に依頼したものの1本である。
1984年版の続編企画であるが同作品の世界観は継承しておらず、異星人の侵略を描き、ガイガンも登場するなど昭和シリーズを思わせる内容となっている。
主人公の名称が一文字隼人となっているが、『仮面ライダー』に登場する同名キャラクターと同じであった理由については明らかになっていない。

『二匹のゴジラ 日本SOS！』（1985年前後）
『ゴジラの息子』の脚本を手掛けた斯波一絵による脚本。『SOS日本！ゴジラ特攻作戦』と同じく、『ゴジラ』（1984年版）の続編企画として依頼されたものの1本。
こちらも1984年版の世界観は継承しておらず、ゴジラの息子であるゴジラジュニアが登場し、島での気象コントロール実験が行われているなど、『ゴジラの息子』のリメイクのような趣となっている。

『モスラVSバガン』（1990年）
モスラが主役の映画であるがストーリーは『vsビオランテ』の続編で、ゴジラもラストで復活して少しだけ登場するはずだった。企画は『vsモスラ』（1992年）の原型になっている。
ビオランテのキャラクターの弱さが東宝社内で指摘され、「スター怪獣ゴジラでも対決物興行が難しい」という結果が出たうえ、新怪獣とモスラの組み合わせではキャラクターが弱かろうとの判断が下されたことから、制作は見送られた。その代わり、アンケート人気第1位を獲得したキングギドラが登場する『ゴジラvsキングギドラ』（1991年）が制作された。

『ミクロスーパーバトル ゴジラvsギガモス』 → 『ゴジラvsギガモス』（1991年）
『ゴジラvsキングギドラ』の続編として川北紘一を中心に企画された作品。ゴジラと新怪獣ギガモスの戦いと並行して原子炉化したゴジラを止めるため、ミクロ化した主人公たちによるゴジラの体内での行動が描かれる。アメリカを舞台とし、全米での公開も見込まれていた。
ギガモスのほか、アメリカ軍の兵器としてメカニコングの登場も予定されていた。当初はキングコングの登場を検討していたが、『vsキングギドラ』に登場したメカキングギドラが好評であったことから、同じメカ怪獣であるメカニコングに変更された。
プロットがまとめられた1か月後に東宝のプロデューサー側がキングギドラの次に人気のあったモスラをメインとすることを決定したため、登場怪獣をモスラとギガモスとした『ゴジラvsギガモス』に内容が変更された。この段階でギガモスは名前だけ残してモスラと同じ卵から生まれた「悪のモスラ」という設定に変わり、最後はモスラと融合してゴジラを倒すという展開であった。『vsモスラ』のポスター画では、卵から誕生する2匹のモスラ幼虫が描かれており、『モスラ対ゴジラ』のイメージと言われることもあるが、実際には『vsギガモス』のプロットを元にしている。最終的には大森一樹による『モスラVSバガン』をベースとした内容に決定されたため、このプロットは実現には至らなかったが、「悪のモスラ」の設定はバガンと合わせてバトラの原型となっている。
『ミクロスーパーバトル』での海外上陸展開は、場所は異なるが後に『ゴジラvsデストロイア』（1995年）において海外上陸には慎重な意見であった富山省吾を押し切り、川北が実現させている。

『ゴジラの逆襲』 → 『ゴジラ対メカニコング』 → 『マイクロユニバース イン ゴジラ』（1991年）
モスラ登場案へと変更された『ミクロスーパーバトル ゴジラvsギガモス』に対し、同プロットから「メカニコング」と「ゴジラの体内での戦い」という要素を引き継いだ作品。メカニコングの登場は、権利関係が東宝とアメリカ側の間で曖昧であったことからこれを明確にしようという意図もあったが、アメリカ側から製作した場合にトラブルが生じる可能性があるとの回答が出されたため、この案は中止となった。
「怪獣の体内での戦い」は、後に『モスラ2 海底の大決戦』（1997年）にてモスラとダガーラの戦いの中で実現されている。『vsメカゴジラ』（1993年）でのGクラッシャーの設定も、「ゴジラを体内から攻撃する」という展開の名残である。また、メカニコングに思い入れの強かった川北は『幻星神ジャスティライザー』（2004年）でこれをモデルとしたメカ巨獣ブルガリオを登場させている。

『キングギドラの逆襲』（1991年）
『vsキングギドラ』の続編。メカキングギドラとの戦いの後、宇宙怪獣のキングギドラが出現するというストーリー。田中友幸は、キングギドラが連続してしまうことから『vsモスラ』になったと述べている。

『ゴジラVSベルサーク』（1993年頃）
『vsメカゴジラ』の企画時に、デザイナーの出渕裕によって提出されたプロット。
宇宙から飛来した金属生命体ベルサークが成長してゴジラを模したメカゴジラになるという展開で、出渕自身によるデザイン画も描かれていた。また、『vsキングギドラ』に登場する新堂靖明の息子が帝洋グループを率いており、スーパーXIIIを開発しているという描写も存在する。

『ゴジラvsゴーストゴジラ』
『vsデストロイア』の前身企画。

『ゴジラvsバルバロイ』
『vsデストロイア』の企画時に執筆された特撮班監督助手の岡ひできによる企画書および脚本。

### 2000年代以降の未制作作品
『ゴジラ×バラン・バラゴン・アンギラス 大怪獣総攻撃』（2000年）
『ゴジラ・モスラ・キングギドラ 大怪獣総攻撃』の前身企画。

『GODZILLA REBORN』（2001年）
脚本家のマイケル・シュレジンジャーによってアメリカ映画として企画された、『Godzilla 2000』（2000年）の続編。休暇中のテレビレポーターの女性とホテルのオーナーである男性を主人公として、佐野史郎演じる宮坂四郎の再登場や、敵怪獣としてコウモリ型の怪獣ミーバの登場が予定されていた。日本ではなくハワイが舞台として設定されているが、その理由にはアジア人俳優とアメリカ人俳優が演じるキャラクターが混在しても違和感がない土地柄であることや、ハワイで映画を撮影すると減税制度の恩恵を受けられることが挙げられている。監督はシュレジンジャーの友人でもあるジョー・ダンテが担当する一方、特撮は日本側スタッフが担当することで制作費の削減が期待され、予算は2,000万ドルとなった。シュレジンジャーによる脚本の草案は2001年2月に脱稿したが、ゴジラがアメリカ陸軍の攻撃で死亡してクローンのゴジラがミーバと戦うストーリーに東宝が難色を示したため、死亡ではなく昏睡状態に陥るストーリーに修正されて脚本は完成した。しかし、コロンビア ピクチャーズの制作責任者が交代して後任となったシド・ガニスが本企画に興味を示さなかったため、中止となった。シュレジンジャーは他の映画会社に企画を移すことも考えたが、東宝から高額な前金を要求されたため、断念したという。

『ゴジラ大戦』（2004年）
小森陽一によるプロット。当時、ゴジラシリーズの終了にあたって広く求められたプロットの1本であり、東宝からの要望を受け修正も行われたが、最終的には『FINAL WARS』が正式に採用された。
2017年に書籍『シン・ゴジラ機密研究読本』（KADOKAWA/富士見書房）に全文が掲載された。

ゴジラ 3D "GODZILLA 3D TO THE MAX"
2005年に坂野義光の率いる先端映像研究所が、製作を発表。後にこのプロジェクトは『GODZILLA ゴジラ』（2014年）製作に移行した。

## 関連作品
東宝怪獣・特撮作品
ゴジラシリーズに登場するラドン、モスラ、バランなどの怪獣たちやメーサー兵器、轟天号といった架空兵器の一部はゴジラ以外の東宝怪獣・特撮映画にその源流を持っている。元作品からフィルムを流用することもある。また『ゴジラ×メカゴジラ』『ゴジラ×モスラ×メカゴジラ 東京SOS』のように過去の怪獣・特撮映画と明確に繋がった設定を持つ作品もある。

超星神シリーズ
2000年代前半から中期に東宝が製作した特撮ヒーローテレビドラマ。歴代ゴジラ怪獣を連想させる怪獣（新規造型であるが、イメージソースに意図的に過去の東宝怪獣を使っている）が登場する。また、一部スタッフはかつてゴジラシリーズの製作に携わっている（川北紘一、鈴木健二など）。映画で使われた兵器や建物のミニチュア、特撮カットの一部も流用されている。

ウルトラQ、ウルトラマン
製作当時東宝傘下であった円谷プロ製作の特撮テレビドラマ。ゴジラやバラゴンの着ぐるみなどが流用されている。『ウルトラQ』第1話のゴメス、『ウルトラマン』第10話のジラースはゴジラがベース。演じたのもゴジラ同様、中島春雄である。

プルガサリ 伝説の大怪獣
1985年にゴジラ制作スタッフが北朝鮮に招かれて制作した怪獣映画。

行け!ゴッドマン、行け! グリーンマン
『おはよう!こどもショー』内の特撮コーナー。東宝企画による製作のもと、サンダ、ガイラ、ガバラ、カメーバ、ゴロザウルス、ミニラなどが登場したほか、ゴジラの着ぐるみをゴモラ風に改造した新怪獣ツノジラスが登場する。

『じゃりン子チエ』（1981年）
主人公であるチエと母親・ヨシ江が映画館で『ゴジラの息子』を鑑賞する。作中に同作の映像が挿入されている。
『ALWAYS 続・三丁目の夕日』（2007年）
ゴジラ単体の作品ではないが、冒頭、吉岡秀隆演ずる茶川竜之介の書く小説の世界として、東京タワーや鈴木オートを破壊するゴジラが登場。ゴジラのメイン・テーマも使用されている。このゴジラはフルCGで表現され、『ゴジラ・モスラ・キングギドラ 大怪獣総攻撃』の白眼のゴジラのガレージキット（原型製作は丹羽俊介）をモデルに、監督の山崎貴自身がデザインしたもので、わずかながら東宝公認の“復活”を果たすこととなった。

『僕のヒーローアカデミア THE MOVIE 〜2人の英雄〜』（2018年）
テレビアニメ『僕のヒーローアカデミア』の劇場版。東宝が製作に関わっていることから、ゴジラをモチーフにした怪獣ヒーロー・ゴジロが登場し、鳴き声には平成ゴジラシリーズのものが用いられている。

『劇場版 新幹線変形ロボ シンカリオン 未来からきた神速のALFA-X』
2019年12月27日公開。ゲスト出演。

## 関連製品と専門店
ゴジラを題材とした玩具、書籍、映像・音楽媒体は多数発売されてきた。ゴジラ関連製品の専門店は、丸井グループが2016年から期間限定で展開。2017年10月30日には東宝と共同で、世界初のゴジラ公式常設店を新宿マルイアネックス（東京）にオープンした。このほか東宝は通販サイト「ゴジラ・ストア」を運営している。

## 戦った組織
本シリーズには以下の組織が登場している。『ゴジラ』をはじめとする、東宝怪獣映画群に登場する怪獣迎撃を行うこれらの組織を総称し、東宝自衛隊との通称で呼ばれることもある。もともとは自衛隊以外の名称で登場することが多かったが、後には「自衛隊」の名前で出演するようにもなった。撮影にあたっては自衛隊の協力を得て実際の兵器の稼働シーンなどが撮影されているほか、東宝自衛隊独自の架空兵器も登場している。架空兵器に関しては東宝特撮映画の登場兵器を参照。
なお、現実世界でゴジラのような怪獣が日本に襲来する事態を想定した机上研究を旧防衛庁が過去に行っており、怪獣襲来に対しては自衛隊法第83条に基づく災害派遣で自衛隊の出動が可能とし、暴れる怪獣に対しては「有害鳥獣駆除」の名目で武器・弾薬の使用も可能との結論に達した。
防衛隊
第1作『ゴジラ』（1954年）から『メカゴジラの逆襲』に登場する組織。以降、1970年代までの東宝SF映画ではたいてい日本の軍事組織として防衛隊もしくは防衛軍が登場する。

防衛軍
第6作『怪獣大戦争』、第25作『ゴジラ・モスラ・キングギドラ 大怪獣総攻撃』に登場するが、名前が同一なだけで両者は全く異なる組織である。

自衛隊
『ゴジラ』（1984年）以降のシリーズでは自衛隊の名称そのままで登場する。また、「ゴジラ非常緊急対策本部」という、ゴジラと銘打たれた対策本部が出来たのも本作品が最初である。『シン・ゴジラ』においてはこれまでのような対怪獣用の超兵器はなく、現実の自衛隊に即したものが登場する。

Gフォース（G-Force）
『vsメカゴジラ』、『vsスペースゴジラ』『vsデストロイア』に登場する、国連G対策センターに所属するゴジラ迎撃専門の組織。怪獣迎撃にはガルーダ、メカゴジラ、MOGERAといった対ゴジラ用戦闘マシンを使用する。

Gグラスパー
『ゴジラ×メガギラス G消滅作戦』に登場する、日本独自のゴジラ対策部門の特別G対策本部に所属する実働部隊。G-GRASPERの「grasp（グラスプ）」は「捕捉」を意味する。

特生自衛隊
『ゴジラ×メカゴジラ』および続編『ゴジラ×モスラ×メカゴジラ 東京SOS』で登場する、自衛隊の中でも対特殊生物戦闘専門の部隊として陸海空三軍と並ぶ第四の部隊。「特生」とは「対特殊生物」の略称。英文略記号は「JXSDF（Japan Counter-Xenomorph Self Defence Force）」。

Gガード
『ゴジラアイランド』に登場する、怪獣たちと共存する孤島ゴジラアイランドの防衛組織。パンナトルテやタルトクープ、ジェットジャガーシリーズなどのメカを所有する。

地球防衛軍（Earth Defence Force）
『ゴジラ FINAL WARS』に登場する、人類がお互いを敵とする時代を終え、怪獣の脅威に立ち向かうために、地球の軍事力が一つになった。地球最大の規模を持つ対怪獣用防衛組織。主に新人類であるミュータントが防衛軍の中心となっており、メーサー殺獣光線車、轟天号、新・轟天号、ランブリング、火龍、エクレール、メーサー銃、ドッグファイター、EDF戦車などの対怪獣用の強力な兵器を有する。

S.H.I.E.L.D.
アメコミ版ではアメリカ合衆国をぶらつき大西洋に消えるまで、S.H.I.E.L.D.は下位組織としてゴジラを捕獲するためのゴジラスカッドを結成した。このユニットはダムダム・デュガンによって率いられ、レッドローニンと呼ばれる巨大ロボやベヒーモスとして知られている小型ヘリキャリアを使用した。

アメリカ軍
ハリウッド版で登場。2作とも装備は公開当時のものをそのまま反映する。『シン・ゴジラ』では大使館防衛を名目にB-2ステルス戦略爆撃機を3機派遣するが全機撃墜されてしまう。その後、国連を動かして熱核兵器使用を計画した。

巨大不明生物災害対策本部 / 巨災対
『シン・ゴジラ』に登場。通称は巨災対。巨大不明生物（ゴジラ）の再上陸に備え設置された架空の災害対策本部。

巨大不明生物統合対策本部
『シン・ゴジラ』に登場。政府機能の立川広域防災基地移管後に設置された組織。内閣総理大臣臨時代理を本部長、特命担当大臣（巨大不明生物防災担当）に任命された矢口を副本部長とし、生き残った巨災対のメンバーを中心に構成されている。

在日アメリカ軍
『シン・ゴジラ』に登場。本国の核ミサイル使用に反対して自衛隊に協力した。

地球連合
アニメゴジラ3部作に登場。人類がエクシフ・ビルサルドと共に発足させた組織。

## 破壊された地域、建物
『ゴジラ』（1954年）でゴジラに松坂屋と和光を無断で破壊・炎上させた際にクレームが付き、和光は以後2年間ほど東宝のロケ使用を一切許可しなかった。それ以降、実在する建物を破壊する際には所有者の許可を取るようになった。しかし、ゴジラに破壊された建物はその後、業績が好調になっていたりするため、「ぜひとも次のゴジラ映画でウチを破壊してほしい」というオファーが東宝に来たことがある。平成シリーズ以降は、映画公開前後に建設される新名所を襲撃するのが恒例となった。
四国地方にはシリーズを通じて一度も上陸していない。なお、以下のリストにはゴジラではなく敵の怪獣や別の怪獣が破壊したもの、および怪獣の攻撃を受けた航空機などが破壊したものが複数含まれている。

### 日本国内

#### 東京都
日本の首都である東京都は度々作品の舞台となっており、怪獣に襲撃される回数も多い。
品川区
品川（『ゴジラ』〈1954年〉、『ゴジラvsデストロイア』、『ゴジラ×メカゴジラ』、『ゴジラ×モスラ×メカゴジラ 東京SOS』、『シン・ゴジラ』）
『ゴジラ』（1954年）では、ゴジラが最初に上陸し、品川駅周辺を襲撃する。『ゴジラ×メガギラス G消滅作戦』では同シーンがリメイクされている。
『ゴジラ×メカゴジラ』では、品川から上陸したゴジラを3式機龍が迎撃し、周辺は壊滅する。続く『ゴジラ×モスラ×メカゴジラ 東京SOS』では品川開発区として再開発が行われている。
『シン・ゴジラ』では、蒲田から北上したゴジラ（第2形態）が北品川橋から北品川駅にかけて進行し、八ツ山通り付近で第3形態へと変形する。
八ツ山橋およびその周辺（『ゴジラ』〈1954年〉、『シン・ゴジラ』）
『ゴジラ』（1954年）では、品川駅を通過したゴジラが京浜急行側の鉄橋を破壊する。
しながわ水族館（『ゴジラvsデストロイア』）
『ゴジラvsデストロイア』では、深夜に水槽の魚が白骨化する事件が起こり、調査の結果デストロイアの存在が確認される。
品川火力発電所（『ゴジラvsデストロイア』）
『ゴジラvsデストロイア』では、ゴジラジュニアの放射熱線を受けたデストロイアが激突し大破する。
天王洲アイル（『ゴジラvsデストロイア』）
『ゴジラvsデストロイア』では、ゴジラジュニアとデストロイアが対決する。
シーフォートスクエア（『ゴジラvsデストロイア』）
『ゴジラvsデストロイア』では、ゴジラジュニアとデストロイアが交戦し、シティグループセンターとシーフォートタワーが破壊される。
北品川駅（『シン・ゴジラ』）
『シン・ゴジラ』では、北品川駅付近で緊急停止中であった京急車両がゴジラの尾で弾かれ、北品川歩道橋の下へ飛ばされる。

港区（『三大怪獣 地球最大の決戦』、『地球攻撃命令 ゴジラ対ガイガン』、『怪獣総進撃』、『ゴジラvsモスラ』、『ゴジラ×モスラ×メカゴジラ 東京SOS』、『ゴジラ FINAL WARS』）
品川駅およびその周辺（『ゴジラ』〈1954年〉、『ゴジラvsデストロイア』、『シン・ゴジラ』）
『ゴジラ』（1954年）では、初上陸したゴジラにより操車場の列車が破壊される。
『ゴジラvsデストロイア』では、デストロイア飛行体が上空を通過する。
『シン・ゴジラ』では、北品川駅方面から進行するゴジラに対し出撃した自衛隊のヘリコプター部隊が上空を通過する。
JR品川駅1番ホームに設置されている鉄道発祥の地記念プレートはゴジラを模した図案となっている。
品川プリンスホテル、新高輪プリンスホテル、エグゼクティブタワー（『ゴジラ×メカゴジラ』）
『ゴジラ×メカゴジラ』では、3式機龍がゴジラへ向けて放ったアブソリュート・ゼロが直撃し、周辺の建物とともに倒壊する。
芝浦（『ゴジラ』〈1954年〉、『ゴジラvsモスラ』）
『ゴジラ』（1954年）では、芝浦埠頭から再上陸したゴジラが芝浦2丁目から田町にかけて進行する。
『ゴジラ×メガギラス G消滅作戦』では特別G対策本部が芝浦分屯地に所在する。
東京ガス芝供給所（『ゴジラ』〈1954年〉）
『ゴジラ』（1954年）では、ゴジラの白熱光によりガスタンクが爆破される。
田町（『ゴジラ』〈1954年〉）
『ゴジラ』（1954年）では、芝浦から上陸したゴジラが進行する。
『ゴジラ×モスラ×メカゴジラ 東京SOS』では、中條瞬が通う田町小学校（架空）があり、瞬が校庭にインファント島の紋章を描く。
新橋（『ゴジラ』〈1954年〉、『ゴジラ2000 ミレニアム』、『シン・ゴジラ』）
『ゴジラ』（1954年）では、芝浦から上陸したゴジラが田町を経て通過し、銀座へと至る。
『ゴジラ2000 ミレニアム』では、ゴジラが新橋付近から上陸し、新宿方面へ進撃する。
芝公園（『ゴジラ×モスラ×メカゴジラ 東京SOS』）
『ゴジラ×モスラ×メカゴジラ 東京SOS』では、ゴジラの放射熱線で東京タワーが倒壊し、公園にいた中條信一と瞬が瓦礫の下敷きになる。
東京タワー（『三大怪獣 地球最大の決戦』、『地球攻撃命令 ゴジラ対ガイガン』、『ゴジラ×モスラ×メカゴジラ 東京SOS』、『ゴジラ FINAL WARS』）
『三大怪獣 地球最大の決戦』では、東京上空を飛行するキングギドラにより上部が折られる。
『ゴジラ×モスラ×メカゴジラ 東京SOS』では、ゴジラがモスラへ向けて放った放射熱線が直撃し、破壊される。
『ゴジラ FINAL WARS』では、ゴジラがX星人により呼び寄せられた隕石へ向けて放ったハイパースパイラル熱線の余波により周辺地域が破壊され、上部が折れ曲がった姿が描かれる。
浜松町（『怪獣総進撃』）
赤坂（『ゴジラvsモスラ』、『ゴジラ×モスラ×メカゴジラ 東京SOS』、『シン・ゴジラ』）
『ゴジラvsモスラ』では、モスラ幼虫が進行し、自衛隊が迎撃する。
『ゴジラ×モスラ×メカゴジラ 東京SOS』では、ゴジラ・モスラとの戦闘で機龍が損傷し、中條義人が修復に向かう。
『シン・ゴジラ』では、矢口が赤坂五丁目駅（架空）へ逃げ込む直前にゴジラを肉眼で目撃する。
六本木（『ゴジラ×モスラ×メカゴジラ 東京SOS』）
『ゴジラ×モスラ×メカゴジラ 東京SOS』では、ゴジラの上陸に際し六本木ヒルズ周辺で自衛隊による避難誘導が行われる。
六本木ヒルズ（『ゴジラ×モスラ×メカゴジラ 東京SOS』）
『ゴジラ×モスラ×メカゴジラ 東京SOS』では、ゴジラの上陸に際し自衛隊による避難誘導が行われる。その後、ゴジラに向けて発射された88式地対艦誘導弾が上空を通過する。
虎ノ門（『ゴジラ×モスラ×メカゴジラ 東京SOS』）
『ゴジラ×モスラ×メカゴジラ 東京SOS』では、ゴジラ・モスラ・3式機龍の戦闘により瓦礫の山となり、中條義人が機龍のもとへ向かうためバイクで地下鉄虎ノ門から線路に侵入する。
『ゴジラvsモスラ』では丸友観光本社が所在する。

中央区
銀座（『ゴジラ』〈1954年〉、『ゴジラ』〈1984年〉、『シン・ゴジラ』、『ゴジラ-1.0』）
『ゴジラ』（1954年）では、芝浦から再上陸したゴジラが進行し、銀座松坂屋や服部時計店などを破壊し、晴海通りから永田町へ向かう。
『ゴジラ』（1984年）では、晴海から上陸したゴジラが進行し、周囲を破壊しながら晴海通りから有楽町へ向かう。
松坂屋銀座店（『ゴジラ』〈1954年〉）
『ゴジラ』（1954年）では、ゴジラの白熱光により破壊され、その下にいた母子が巻き込まれる。
ニッポンビール本社ビル（『ゴジラ』〈1954年〉）
『ゴジラ』（1954年）では、ゴジラにより押し倒される。
銀座和光（『ゴジラ』〈1954年〉、『シン・ゴジラ』、『ゴジラ-1.0』）
『ゴジラ』（1954年）では、時計台の鐘の音に反応したゴジラによって破壊される。映画公開時には、実際に壊されていないか確かめに行く観客が多くいた。しかし、和光側の関係者は劇中で破壊されたことに怒り、以後東宝のロケを許可しなかった。初代ゴジラの耳は、このシーンのために設けられた。
『シン・ゴジラ』では、ゴジラが都心で放射線流を放ったあと、周囲とともに炎上する姿が映し出されている。
銀座松屋（『ゴジラ』〈1954年〉）
銀座駅（『ゴジラ』〈1954年〉）
数寄屋橋（『ゴジラ』〈1954年〉）
『ゴジラ』（1954年）では、ゴジラにより踏み潰される。
数寄屋橋交差点（『ゴジラ』〈1984年〉）
勝鬨橋（『ゴジラ』〈1954年〉）
『ゴジラ』（1954年）では、隅田川を南下したゴジラにより破壊される。

千代田区（『ゴジラ』〈1954年〉、『ゴジラ×モスラ×メカゴジラ 東京SOS』）
有楽町（『ゴジラ』〈1954年〉、『ゴジラ』〈1984年〉）
『ゴジラ』（1954年）では、銀座から進行してきたゴジラが、国鉄の高架や日本劇場を破壊する。
『ゴジラ』（1984年）では、銀座から進行してきたゴジラが、JRの高架や有楽町マリオンなどを破壊する。
書籍『ゴジラ大辞典』では、『怪獣総進撃』での避難シーンのロケ地から、同作品でのゴジラらが襲撃したのはこの近辺と推測している。
日本劇場（『ゴジラ』〈1954年〉、『ゴジラ -1.0』）
『ゴジラ』（1954年）では、ゴジラの尾により破壊される。
有楽町マリオン（『ゴジラ』〈1984年〉）
『ゴジラ』（1984年）では、地下道に足を取られたゴジラが倒れ込み壁面が破壊される。
第一生命ビル（『ゴジラ』〈1954年〉）
永田町（『ゴジラ』〈1954年〉、『キングコング対ゴジラ』、『ゴジラ』〈1984年〉、『ゴジラvsモスラ』、『ゴジラ×モスラ×メカゴジラ 東京SOS』、『シン・ゴジラ』）
国会議事堂や首相官邸、主要官庁などが所在するため、シリーズにも度々登場する。
『ゴジラ』（1984年）では、首相官邸の直上をゴジラが通過する。
国会議事堂（『ゴジラ』〈1954年〉、『キングコング対ゴジラ』、『ゴジラvsモスラ』、『ゴジラ×モスラ×メカゴジラ 東京SOS』、『シン・ゴジラ』、『ゴジラ-1.0』）
『ゴジラ』（1954年）では、ゴジラにより破壊される。ゴジラ上陸前にも国会のシーンが多く描かれている。
『キングコング対ゴジラ』では、ふみ子を掴んだキングコングがよじ登る。キングコングが麻酔弾で眠らされ転倒した際に建物の一部を破壊している。
『ゴジラvsモスラ』では、モスラの幼虫が繭を作り成虫へ羽化する。
『ゴジラ×モスラ×メカゴジラ 東京SOS』では、戦いを繰り広げるゴジラと3式機龍がもつれ合って倒れ込み全壊させる。
キャピトル東急ホテル（『ゴジラvsモスラ』）
『ゴジラvsモスラ』では、コスモスをさらった藤戸拓也が潜伏していたため、モスラ幼虫に襲撃される。
平河町テレビ塔（『ゴジラ』〈1954年〉）
『ゴジラ』（1959年）では、ラジオアナウンサーがゴジラ襲撃の実況放送を行っていたが、ゴジラによりへし折られる。
丸の内（『怪獣総進撃』）
『怪獣総進撃』では、キラアク星人に操られた真鍋杏子が仲通りを歩いている時にラドンが飛来し、続いてゴジラ、マンダ、モスラ幼虫も襲来する。
『怪獣大戦争』での世界教育社、『メカゴジラの逆襲』でのインターポール東京支局は丸の内に所在する。
旧都庁（『ゴジラ』〈1954年〉）
『ゴジラ』（1954年）では、特設災害対策本部が設置されていたが、ゴジラの襲撃により半壊する。
東京駅（『シン・ゴジラ』、『怪獣プラネットゴジラ』）
『シン・ゴジラ』では、都心で放射線流を放ったゴジラが駅構内で活動を停止。活動再開が予想されるゴジラに対しヤシオリ作戦が展開され、無人在来線爆弾の追撃を受けたゴジラが駅舎に倒れ込み、特殊建機部隊による血液凝固剤の経口投与が行われる。
丸の内ビルディング、新丸の内ビルディング、三菱UFJ信託銀行本店ビル、日本生命丸の内ビル（『シン・ゴジラ』）
『シン・ゴジラ』では、ヤシオリ作戦での無人機による攻撃に対抗しゴジラが背中から放った放射線流により破壊される。
サピアタワー、丸の内トラストタワー本館（『シン・ゴジラ』）
『シン・ゴジラ』では、ヤシオリ作戦での定置爆破により倒壊し、ゴジラの動きを封じる。
グラントウキョウ（『シン・ゴジラ』）
『シン・ゴジラ』では、ヤシオリ作戦での誘導爆破により爆破され、上部がゴジラへとのしかかる。
パシフィックセンチュリープレイス丸の内、八重洲ロータリービル（『シン・ゴジラ』）
『シン・ゴジラ』では、明確な破壊描写はないが、ヤシオリ作戦中に破壊された状態で映し出されている。
霞が関ビルディング（『怪獣総進撃』、『シン・ゴジラ』）
『怪獣総進撃』では、ファイヤードラゴンによって破壊される。
『シン・ゴジラ』では、ゴジラが都心で放射線流を放ったあと、周囲とともに炎上する姿が映し出されている。

台東区
浅草（『ゴジラ』〈1954年〉）
『ゴジラ』（1954年）では、再上陸したゴジラが、浅草から隅田川を経て東京湾へ去っていったことが劇中のニュースで語られている。

文京区（『キングコング対ゴジラ』）
講道館（『キングコング対ゴジラ』）
後楽園駅（『キングコング対ゴジラ』）
『キングコング対ゴジラ』では、キングコングが地上を走る地下鉄丸ノ内線を襲い、乗客の桜井ふみ子を捕らえる。

新宿区
新宿（『ゴジラ』〈1984年〉、『ゴジラvsキングギドラ』、『ゴジラ2000 ミレニアム』）
『ゴジラ』（1984年）では、永田町から進行したゴジラがスーパーXと対決する。続く『ゴジラvsビオランテ』ではその直後の様子が描かれ、自衛隊とバイオメジャー、SSS9によるゴジラ細胞を巡る攻防が展開する。
『ゴジラvsキングギドラ』では帝洋コンツェルン本社が所在し、新堂靖明が残る同社を放射熱線で破壊したゴジラは都庁でメカキングギドラと対決する。
『ゴジラ2000 ミレニアム』では、新橋から上陸したゴジラが新宿駅を経て西新宿へ進行する。
西新宿高層ビル群（新宿副都心）
センチュリーハイアット東京、新宿住友ビルディング、新宿センタービル（『ゴジラ』〈1984年〉）
『ゴジラ』（1984年）で破壊された高層ビル群。
新宿住友ビルは、カドミウム弾を受けたゴジラが倒れ込み、その後ゴジラが起き上がったため倒壊する。
京王プラザホテル（『ゴジラ』〈1984年〉、『ゴジラvsキングギドラ』）
『ゴジラ』（1984年）では、ゴジラとスーパーXとの戦闘により中腹に大穴が開く。
『ゴジラvsキングギドラ』では、立入禁止区域に侵入したレポーターとカメラマンが中から撮影を行っていたが、メカキングギドラの光線に押されたゴジラが倒れ込み倒壊する。
東京都庁舎（『ゴジラvsキングギドラ』、『ゴジラ S.P ＜シンギュラポイント＞』）
『ゴジラvsキングギドラ』では、ゴジラとメカキングギドラが都庁前で対決し、メカキングギドラの体当たりを食らったゴジラが倒れ込み倒壊した。同作品でのゴジラの身長設定は、都庁との対比から設定された。
新宿モノリスビル、京王プラザホテル南館（『ゴジラvsキングギドラ』）
東京オペラシティ、NTT東日本本社ビル、新宿パークタワー（『ゴジラ2000 ミレニアム』）
『ゴジラ2000 ミレニアム』で破壊された高層ビル群。
東京オペラシティは、屋上に巨大UFOが着陸し、CCIによるブラストボムを用いた爆破作戦が展開されるが失敗し、巨大UFOの波動攻撃により全壊する。
NTT本社ビルは、オペラシティを破壊した巨大UFOが飛来する。
新宿パークタワーは、巨大UFOの光線により倒壊し、ゴジラが下敷きになる。
新宿中央公園（『ゴジラ』〈1984年〉、『ゴジラvsキングギドラ』）
『ゴジラ』（1984年）では、ハイパワーレーザービーム車が公園裏手に展開。ゴジラがカドミウム弾で倒れ込んだ際には野次馬が殺到した。
『ゴジラvsキングギドラ』では、ゴジラとメカキングギドラが対決する。
新宿駅（『ゴジラvsビオランテ』、『ゴジラ2000 ミレニアム』）
『ゴジラvsビオランテ』では、ゴジラ襲撃後の丸ノ内線新宿駅で自衛隊とバイオメジャーが銃撃戦を展開する。
『ゴジラ2000 ミレニアム』では、西新宿の巨大UFOへ向かうゴジラがJR新宿駅構内を横断する。

大田区
羽田空港（『ゴジラvsモスラ』、『ゴジラvsデストロイア』）
『ゴジラvsモスラ』では、大隕石に対するためモスラとコスモスが飛び立つ。
『ゴジラvsデストロイア』では、ゴジラとゴジラジュニアが再会したのち、デストロイアと交戦する。
呑川（『シン・ゴジラ』）
『シン・ゴジラ』では、アクアラインを襲撃したゴジラが北上する。
蒲田（『シン・ゴジラ』）
『シン・ゴジラ』では、呑川を逆上したゴジラ（第2形態）が上陸。

江東区
有明（『ゴジラvsデストロイア』）

渋谷区
渋谷（『ゴジラ×メガギラス G消滅作戦』）
『ゴジラ×メガギラス G消滅作戦』では、下水道に捨てられた卵から孵化したメガヌロンが、地下水脈を掘り起こしたため水没してしまう。
道玄坂（『ゴジラ×メガギラス G消滅作戦』）
広尾（『ゴジラ×メガギラス G消滅作戦』）
渋谷センター街およびその周辺（『ゴジラ×メガギラス G消滅作戦』）
渋谷マークシティ（『ゴジラ×メガギラス G消滅作戦』）
渋谷109（『ゴジラ×メガギラス G消滅作戦』）
『ゴジラ×メガギラス G消滅作戦』では、湖化した渋谷の湖底から出現したメガギラスが取りつき、飛び立つ際の超高周波で崩壊する。
ビックカメラ渋谷ハチ公口店（『ゴジラ×メガギラス G消滅作戦』）
QFRONT（『ゴジラ×メガギラス G消滅作戦』）

目黒区（『シン・ゴジラ』）

隅田川（『ゴジラ』〈1954年〉）
『ゴジラ』（1954年）では、再上陸したゴジラが上野、浅草を経て隅田川を下り、勝鬨橋を破壊して東京湾へ去る。

東京港
晴海埠頭（『ゴジラ』〈1984年〉、『ゴジラvsモスラ』、『ゴジラvsデストロイア』
『ゴジラ』（1984年）では、ゴジラ上陸に備えて自衛隊が布陣を張るが、放射熱線により壊滅する。
品川埠頭（『ゴジラ×メカゴジラ』、『ゴジラ×モスラ×メカゴジラ 東京SOS』）

お台場 / 東京臨海副都心（『ゴジラvsデストロイア』、『ゴジラ×メガギラス G消滅作戦』）
『ゴジラvsデストロイア』では、デストロイア幼体が出現。周辺でのゴジラジュニアとの戦いを経て、再び臨海副都心に戻ったデストロイアがゴジラと対決する。
『ゴジラ×メガギラス G消滅作戦』では、ゴジラとメガギラスが対決する。
品川第2台場（『ゴジラ』〈1954年〉）
レインボーブリッジ（『ゴジラvsメカゴジラ』、『ゴジラ×メガギラス G消滅作戦』）
『ゴジラvsメカゴジラ』では、ファイヤーラドンが飛来し、衝撃波により破壊される。
『ゴジラ×メガギラス G消滅作戦』では、メガギラスを倒したゴジラが都心部へ進行する際に破壊する。
クリーンセンター （『ゴジラvsデストロイア』）
『ゴジラvsデストロイア』では、周辺から多数のデストロイア幼体が出現し、自衛隊と交戦して押されるものの、センター内で合体して集合体となり自衛隊を蹴散らす。
東京国際展示場（『ゴジラvsデストロイア』）
『ゴジラvsデストロイア』では、デストロイアの尾で飛ばされたゴジラが激突し、会議棟が倒壊する。その後、ゴジラがメルトダウンにより崩壊したのもこの付近である。
シンボルプロムナード公園（『ゴジラ×メガギラス G消滅作戦』）
ホテル グランパシフィック LE DAIBA（『ゴジラ×メガギラス G消滅作戦』）
アクアシティお台場（『ゴジラ×メガギラス G消滅作戦』）
メディアージュ（『ゴジラ×メガギラス G消滅作戦』）

鉄道
東海道線（『ゴジラ』〈1954年〉）
『ゴジラ』（1954年）では、品川駅を襲撃したゴジラの足に急行列車が衝突する。
荻窪線沿線（『キングコング対ゴジラ』）
東京モノレール（『怪獣総進撃』、『ゴジラvsデストロイア』、『シン・ゴジラ』）
『ゴジラvsデストロイア』では、天王州アイル駅上空をデストロイア飛行体が通過し、その後デストロイアとゴジラジュニアが同駅沿線で戦闘を繰り広げる。
東海道新幹線（『ゴジラ』〈1984年〉、『シン・ゴジラ』）
『ゴジラ』（1984年）では、有楽町付近で急停車した車両がゴジラに襲われる。
『ゴジラvsモスラ』では名古屋駅に到着する車両、『ゴジラvsメカゴジラ』では富士川を通過する車両、『ゴジラvsデストロイア』では品川駅付近を走行する車両がそれぞれ登場している。
ゆりかもめ（『ゴジラvsデストロイア』、『ゴジラ×メガギラス G消滅作戦』）
『ゴジラvsデストロイア』では、デストロイア幼体によって橋脚が破壊される。
『ゴジラ×メガギラス G消滅作戦』では、上陸したゴジラによって高架が破壊される。
京急本線（『シン・ゴジラ』）
山手線（『シン・ゴジラ』、『ゴジラ-1.0』）
京浜東北線（『シン・ゴジラ』）
都電本通線（『ゴジラ -1.0』）

自動車道
首都高速（『ゴジラ』〈1984年〉、『ゴジラvsモスラ』、『ゴジラvsデストロイア』、『ゴジラ2000 ミレニアム』、『ゴジラ×メガギラス G消滅作戦』、『ゴジラ×メカゴジラ』、『ゴジラ×モスラ×メカゴジラ 東京SOS』）
東京高速道路（『ゴジラ』〈1984年〉）
『ゴジラ』（1984年）では、ゴジラにより撃墜されたヘリコプターが墜落し、渋滞していた車両が巻き込まれる。

東京都島嶼部
小笠原諸島（『怪獣総進撃』、『ゴジラ・モスラ・キングギドラ 大怪獣総攻撃』）
『怪獣総進撃』では、怪獣ランドが所在する。
『ゴジラ・モスラ・キングギドラ 大怪獣総攻撃』では、孫の手島（架空）がゴジラに襲撃される。
『ゴジラ×モスラ×メカゴジラ 東京SOS』では、曾孫島（架空）にモスラが卵を産んでいる。
伊豆大島（『ゴジラ』〈1984年〉、『ゴジラvsビオランテ』）
『ゴジラ』（1984年）では、東都日報大島通信局に牧吾郎が勤務。その後、三原山での作戦が展開される。
三原山 （『ゴジラ』〈1984年〉、『ゴジラvsビオランテ』）
『ゴジラ』（1984年）では、林田博士の開発した超音波発信機を用いた三原山埋没作戦が展開され、ゴジラを火口へ落とすことに成功する。
続く『ゴジラvsビオランテ』では、バイオメジャーによる人工爆発によってゴジラが復活してしまう。

#### 神奈川県
横浜市（『三大怪獣 地球最大の決戦』、『ゴジラvsモスラ』、『ゴジラ・モスラ・キングギドラ 大怪獣総攻撃』、『ゴジラ×メカゴジラ』）
『三大怪獣 地球最大の決戦』では、ゴジラが上陸し、飛来したラドンと戦いながら西へ向かう。サルノが滞在していたホテルを暗殺団が襲撃している。
『ゴジラvsモスラ』では、みなとみらいでゴジラとモスラ、バトラが決戦を繰り広げる。
『ゴジラ・モスラ・キングギドラ 大怪獣総攻撃』では、ベイエリアでゴジラと防衛隊、モスラ、ギドラが決戦を繰り広げる。
横浜港（『三大怪獣 地球最大の決戦』、『ゴジラ・モスラ・キングギドラ 大怪獣総攻撃』）
『三大怪獣 地球最大の決戦』では、ゴジラが上陸する。
『ゴジラ・モスラ・キングギドラ 大怪獣総攻撃』では、ベイエリアでゴジラと防衛隊、モスラ、ギドラが決戦を繰り広げる。
山下公園周辺（『三大怪獣 地球最大の決戦』）
『三大怪獣 地球最大の決戦』では、ゴジラが上陸する。
横浜マリンタワー、ホテルニューグランド、明治屋ビル（『三大怪獣 地球最大の決戦』）
『三大怪獣 地球最大の決戦』では、ゴジラとラドンの戦闘に巻き込まれるも破壊は免れるが、その後襲来したキングギドラの引力光線により破壊される。
横浜駅（『ゴジラvsモスラ』）
『ゴジラvsモスラ』では、丹沢から進行してきたゴジラが横断し破壊される。
そごう横浜店（『ゴジラvsモスラ』）
横浜中華街（『ゴジラvsモスラ』、『ゴジラ・モスラ・キングギドラ 大怪獣総攻撃』）
『ゴジラvsモスラ』では、上空でモスラとバトラが交戦し、モスラの衝撃波により東門付近が被害を受ける。
朝陽門（『ゴジラ・モスラ・キングギドラ 大怪獣総攻撃』）
横浜ベイブリッジ（『ゴジラvsモスラ』、『ゴジラ・モスラ・キングギドラ 大怪獣総攻撃』）
『ゴジラvsモスラ』では、上空で戦うバトラのプリズム光線により破壊される。
『ゴジラ・モスラ・キングギドラ 大怪獣総攻撃』では、海中で戦うゴジラの放射熱線により破壊される。
みなとみらい21（『ゴジラvsモスラ』、『ゴジラ FINAL WARS』）
『ゴジラvsモスラ』では、ゴジラ、モスラ、バトラが三つ巴の戦いを繰り広げる。
『ゴジラ FINAL WARS』では、国連ビルを脱出した尾崎らを、X星人に操られる風間が襲撃する。
コスモクロック21、横浜美術館、ヨコハマグランドインターコンチネンタルホテル、パシフィコ横浜（『ゴジラvsモスラ』）
『ゴジラvsモスラ』で破壊される建築物。
コスモクロックは、ゴジラの放射熱線を受けたモスラが激突し、墜落したモスラの上に倒れかかるがバトラがこれを支え、そのまま持ち上げてゴジラの上へと落とす。
横浜美術館は、ゴジラの尾によって破壊される。
インターコンチネンタルホテルおよびパシフィコ横浜は、ゴジラの放射熱線により破壊される。
横浜ランドマークタワー（『ゴジラvsモスラ』、『ゴジラ・モスラ・キングギドラ 大怪獣総攻撃』）
『ゴジラvsモスラ』では、バトラのプリズム光線により倒壊し、ゴジラを生き埋めにする。
『ゴジラ・モスラ・キングギドラ 大怪獣総攻撃』では、モスラが屋上にとまり、これを狙うゴジラの放射熱線により上部が破壊される。
都橋商店街（『ゴジラ・モスラ・キングギドラ 大怪獣総攻撃』）
横浜・八景島シーパラダイス（『ゴジラ×メカゴジラ』）
『ゴジラ×メカゴジラ』では、ゴジラが上陸し、アクアミュージアムが破壊される。

川崎市（『シン・ゴジラ』）
『ゴジラ・ミニラ・ガバラ オール怪獣大進撃』では三木一家が暮らしている。
武蔵小杉駅周辺（『シン・ゴジラ』）
丸子橋（『シン・ゴジラ』）
『シン・ゴジラ』では、鎌倉から北上するゴジラ（第4形態）の都内への侵入を阻止するためタバ作戦が展開され、丸子橋周辺の河川敷に戦車部隊が布陣する。

鎌倉市（『シン・ゴジラ』）
『シン・ゴジラ』では、第4形態となったゴジラが鎌倉海浜公園から上陸）。江ノ島電鉄線 長谷4号踏切や文学館入口交差点を経て鎌倉御成商店街を通過、扇ヶ谷架道橋の横を北上していく。鎌倉御成商店街の上をゴジラの尾が過るカットは予告編などでも印象的に使われている。

横須賀市（『メカゴジラの逆襲』）
『メカゴジラの逆襲』では、チタノザウルスとメカゴジラ2が上陸し、市街地が壊滅する。
『ゴジラ×モスラ×メカゴジラ 東京SOS』では、海上自衛隊横須賀基地が登場している。
日産自動車追浜工場（『ゴジラ×メカゴジラ』）

秦野市（『ゴジラ・モスラ・キングギドラ 大怪獣総攻撃』）
『ゴジラ・モスラ・キングギドラ 大怪獣総攻撃』では、東名高速秦野中井インターチェンジ付近の山岳地帯で防衛隊がゴジラを迎撃する。

真鶴町（『メカゴジラの逆襲』、『ゴジラ FINAL WARS』）
『メカゴジラの逆襲』では、真船父娘が居住しており、天城山基地を放棄したブラックホール第3惑星人が拠点を移す。
『ゴジラ FINAL WARS』では、ゴジラとカマキラスが岩大橋で対決する。
岩大橋（『ゴジラ FINAL WARS』）
『ゴジラ FINAL WARS』では、ゴジラとカマキラスが交戦し、ゴジラが起こした大波によって崩壊する。

小田原市（『ゴジラvsビオランテ』）
『ゴジラvsビオランテ』では、ゴジラが上陸したことがセリフで語られている。
『ゴジラ・モスラ・キングギドラ 大怪獣総攻撃』では、立花由里が自転車を購入している。

箱根（『三大怪獣 地球最大の決戦』、『ゴジラvsビオランテ』、『ゴジラ・モスラ・キングギドラ 大怪獣総攻撃』）
『三大怪獣 地球最大の決戦』では、ゴジラとラドンが戦いながら富士山方面へ向かう。
『ゴジラvsビオランテ』では、白神新植物研究所が所在しており、ビオランテが出現する。
『ゴジラ・モスラ・キングギドラ 大怪獣総攻撃』では、ゴジラとバラゴンが大涌谷で対決する。
芦ノ湖（『ゴジラvsビオランテ』）
『ゴジラvsビオランテ』では、ビオランテが出現し、ゴジラと対決する。
大涌谷（『ゴジラ・モスラ・キングギドラ 大怪獣総攻撃』）
『ゴジラ・モスラ・キングギドラ 大怪獣総攻撃』では、ゴジラとバラゴンが対決し、展望台やロープウェイなどが破壊される。
箱根ロープウェイ（『ゴジラ・モスラ・キングギドラ 大怪獣総攻撃』）
『ゴジラ・モスラ・キングギドラ 大怪獣総攻撃』では、ゴジラとバラゴンの戦いにより破壊される。
大涌谷駅（『ゴジラ・モスラ・キングギドラ 大怪獣総攻撃』）

丹沢（『キングコング対ゴジラ』、『ゴジラvsモスラ』）
『キングコング対ゴジラ』では、自衛隊によるガソリン作戦が展開される。
『ゴジラvsモスラ』では、富士山から出現したゴジラを自衛隊が迎撃するが全滅する。

東京湾アクアライン（『シン・ゴジラ』）
『シン・ゴジラ』では、風の塔付近でゴジラが出現し、海底トンネルの一部が崩落する。

#### 関東地方
栃木県
那須高原（『キングコング対ゴジラ』）
『キングコング対ゴジラ』では、ゴジラとキングコングが初対決を行う。決定稿までは中禅寺湖と記述しており、資料によってはこちらで記述している。

群馬県
高崎市（『キングコング対ゴジラ』）
『キングコング対ゴジラ』では、自衛隊がゴジラに対して100万ボルト作戦を展開し、進路を東京方面から富士山方面へ変えることに成功する。

茨城県
東海村（『ゴジラ2000 ミレニアム』、『ゴジラ×メガギラス G消滅作戦』）
『ゴジラ2000 ミレニアム』では、ゴジラが東海第二発電所を目指して上陸する。
『ゴジラ×メガギラス G消滅作戦』では、ゴジラが1966年に完成したばかりの東海発電所を襲撃したという設定になっている。
久慈川河口付近（『ゴジラ2000 ミレニアム』）
『ゴジラ2000 ミレニアム』では、ゴジラの東海第二発電所襲撃を阻止するため自衛隊が誘導作戦を展開する。
神宮橋（『ゴジラ2000 ミレニアム』）
『ゴジラ2000 ミレニアム』では、巨大岩塊が付近に落下し橋に固定されていたが、岩塊が活動を再開したため崩壊する。

千葉県
『キングコング対ゴジラ』では、キングコングが千葉東海岸から上陸したことが語られている。
浦安市（『ゴジラvsメカゴジラ』）
松戸市（『キングコング対ゴジラ』）
『キングコング対ゴジラ』では、自衛隊がキングコングに対して100万ボルト作戦を展開するが突破される。
千葉市（『ゴジラvsメカゴジラ』、『ゴジラ2000 ミレニアム』）
『ゴジラvsメカゴジラ』では、幕張新都心でゴジラとファイヤーラドン、メカゴジラが決戦を繰り広げる。
幕張新都心（『ゴジラvsメカゴジラ』、『ゴジラ2000 ミレニアム』）
『ゴジラvsメカゴジラ』では、ベビーゴジラの乗るコンテナを抱えたファイヤーラドンが降り立ち、これを追うゴジラとメカゴジラが交戦する。
千葉マリンスタジアムは、上空をファイヤーラドンが通過し、その後ゴジラとメカゴジラが球場を挟んで戦闘する。
幕張メッセは、ゴジラのジャイアントスイングで飛ばされたメカゴジラの下敷きとなる。
ワールドビジネスガーデンは、ゴジラの放射熱線によりツインビルの片方が倒壊する。
幕張プリンスホテルは、メカゴジラのプラズマグレネードで吹き飛ばされたファイヤーラドンが激突し、真っ二つに倒壊する。
海浜幕張駅は、メカゴジラのプラズマグレネードを受けたファイヤーラドンが墜落する。
『ゴジラ2000 ミレニアム』では、上空で巨大UFOがCCIのヘリコプターを撃墜する。
館山市（『ゴジラ×メカゴジラ』）
『ゴジラ×メカゴジラ』では、1999年にゴジラの骨を回収した特生自衛隊をゴジラが襲撃する。
富山町（『ゴジラ×メカゴジラ』）
『ゴジラ×メカゴジラ』では、館山から上陸したゴジラに対し自衛隊が戦力を展開するが壊滅する。
九十九里浜（『ゴジラ×モスラ×メカゴジラ 東京SOS』）
『ゴジラ×モスラ×メカゴジラ 東京SOS』では、ゴジラに襲われたとみられるカメーバの死骸が打ち上げられる。
東京湾（『ゴジラ』〈1954年〉、『ゴジラ』〈1984年〉、『ゴジラvsメカゴジラ』、『ゴジラ2000 ミレニアム』、『ゴジラ×メガギラス G消滅作戦』、『ゴジラ×メカゴジラ』、『ゴジラ×モスラ×メカゴジラ 東京SOS』）
『ゴジラ』（1954年）では、海底に潜むゴジラに対しオキシジェン・デストロイヤーが使用され、ゴジラを倒す。初代ゴジラの死亡場所について『ゴジラvsデストロイア』では東京湾海底トンネルの真下としているが、『ゴジラ×メカゴジラ』では房総半島沖とされており、後者の場合は東京湾外である。
浦賀水道（『ゴジラvsビオランテ』、『ゴジラvsモスラ』）
『ゴジラvsビオランテ』では、スーパーX2がゴジラを迎撃する。
『ゴジラvsモスラ』では、海上自衛隊がモスラ幼虫を迎撃する。
『ゴジラ×モスラ×メカゴジラ 東京SOS』では、八丈島近海で浮上したゴジラが浦賀水道を通過したことが機龍隊司令室に報告されている。
京浜工業地帯（『ゴジラ対メカゴジラ』）

#### 北海道・東北
北海道（『ゴジラvsキングギドラ』、『ゴジラvsスペースゴジラ』、『ゴジラ2000 ミレニアム』）
『ゴジラの逆襲』では、海洋漁業KK北海道支社が後半の舞台となるが、ゴジラは上陸していない。
襟裳岬（『キングコング対ゴジラ』、『ゴジラvsキングギドラ』）
いずれも画面には直接登場していない。
『キングコング対ゴジラ』では、襟裳岬沖で貨物船第二新盛丸がゴジラの潜航波により沈没する。
『ゴジラvsキングギドラ』では、上空で千歳基地から出撃した自衛隊機がキングギドラを迎撃する。
能取岬（『ゴジラvsキングギドラ』）
『ゴジラvsキングギドラ』では、ゴジラが上陸する。
網走原野（『ゴジラvsキングギドラ』）
『ゴジラvsキングギドラ』では、網走原野でゴジラとキングギドラが対決する。
札幌市（『ゴジラvsキングギドラ』、『ゴジラvsスペースゴジラ』）
『ゴジラvsキングギドラ』では、キングギドラを倒したゴジラが進撃し、市街地を破壊する。
ゴジラは北海道電力本社を破壊したのち、大通公園で自衛隊のメーサー部隊が交戦する。
さっぽろテレビ塔を倒し、倒れた塔が紀伊國屋書店旧札幌店に直撃する。さらにさっぽろ地下街を踏み抜き壊滅させる。
『ゴジラvsスペースゴジラ』では、スペースゴジラが上空を通過する。
さっぽろテレビ塔（『ゴジラvsキングギドラ』、『ゴジラvsスペースゴジラ』）
『ゴジラvsキングギドラ』では、メーサー部隊と交戦中のゴジラにより倒される。
『ゴジラvsスペースゴジラ』では、スペースゴジラが上空を通過する。
納沙布岬（『ゴジラ2000 ミレニアム』）
『ゴジラ2000 ミレニアム』では、ゴジラが上陸する。
根室市（『ゴジラ2000 ミレニアム』）
『ゴジラ2000 ミレニアム』では、上陸したゴジラによって市街地が破壊される。
『キングコング対ゴジラ』では、藤田が根室で第二新盛丸から下船したことがセリフで語られている。
『ゴジラ対メカゴジラ』では、地底を移動するアンギラスにより震度2程度の地震が発生したことがセリフで語られている。
根室駅（『ゴジラ2000 ミレニアム』）
『ゴジラ2000 ミレニアム』では、濃霧で列車が運休していたところにゴジラが襲来する。

青森県
青森市（『ゴジラvsメカゴジラ』）
『ゴジラvsメカゴジラ』では、ファイヤーラドンが上空を通過し、衝撃波により青森港周辺、青森ベイブリッジ、青森駅、青森県観光物産館アスパム周辺が破壊される。
『ゴジラvsメカゴジラ』では、ファイヤーラドンが青森港上空を通過し、衝撃波により周辺が破壊される。

山形県
山形市（『ゴジラvsスペースゴジラ』）
『ゴジラvsスペースゴジラ』では、スペースゴジラが上空を通過し、山形駅、文翔館周辺、霞城公園などがフォトン・ハリケーンによる被害を受ける。

宮城県
仙台市（『キングコング対ゴジラ』、『ゴジラvsメカゴジラ』）
『キングコング対ゴジラ』では、松島湾から上陸したゴジラによって蹂躙されたことがセリフで語られている。
『ゴジラvsメカゴジラ』では、ファイヤーラドンが上空を通過し仙台駅付近が衝撃波による被害を受ける。
松島湾（『キングコング対ゴジラ』、『ゴジラvsメカゴジラ』）
『キングコング対ゴジラ』では、ゴジラが上陸したことがセリフで語られている。
『ゴジラvsメカゴジラ』では、ファイヤーラドンが上空を通過する。
『ゴジラ2000 ミレニアム』では、松島在住のGPN会員木村が報告を行っている。

#### 中部地方
富士山およびその周辺（『キングコング対ゴジラ』、『三大怪獣 地球最大の決戦』、『怪獣大戦争』、『怪獣総進撃』、『ゴジラ対ヘドラ』、『ゴジラ対メカゴジラ』、『ゴジラvsモスラ』、『ゴジラ・モスラ・キングギドラ 大怪獣総攻撃』、『ゴジラ FINAL WARS』）
『キングコング対ゴジラ』では、ゴジラとキングコングが対決する。
『三大怪獣 地球最大の決戦』では、ゴジラ、モスラ、ラドンとキングギドラが対決する。
『怪獣大戦争』では、X星から帰還したゴジラとラドンがX星人に操られて暴れ始める。
『怪獣総進撃』では、怪獣連合軍とキングギドラが対決する。
『ゴジラ対ヘドラ』では、ゴジラとヘドラが対決する。
『ゴジラ対メカゴジラ』では、火口からにせゴジラが出現する。
『ゴジラvsモスラ』では、海底火山で姿を消したゴジラが火口から出現する。
『ゴジラ FINAL WARS』では、ゴジラとアンギラス、ラドン、キングシーサーが対決する。

静岡県
熱海市（『キングコング対ゴジラ』）
『キングコング対ゴジラ』では、富士山から戦いを繰り広げるゴジラとキングコングがたどり着き、周辺の家屋や熱海城を破壊する。
熱海城（『キングコング対ゴジラ』）
『キングコング対ゴジラ』では、富士山麓から戦いを繰り広げるゴジラとキングコングがたどり着き、両者の戦いにより全壊する。
富士宮市（『怪獣大戦争』）
『怪獣大戦争』では、X星人に操られたゴジラ、ラドン、キングギドラが富士山本宮浅間大社付近に出現する。
田子の浦港（『ゴジラ対ヘドラ』）
『ゴジラ対ヘドラ』では、ヘドラが上陸して工場の煙を吸い、その後ゴジラと対決する。
富士市（『怪獣大戦争』、『ゴジラ対ヘドラ』、『ゴジラ・モスラ・キングギドラ 大怪獣総攻撃』）
『怪獣大戦争』では、キングギドラが日産自動車吉原工場を襲撃する。
『ゴジラ対ヘドラ』では、ヘドラが出現し、ゴジラと2度対決する。
『ゴジラ・モスラ・キングギドラ 大怪獣総攻撃』では、ゴジラが通過し工業地帯が壊滅する。
御殿場市（『怪獣大戦争』、『ゴジラ対メカゴジラ』、『ゴジラvsモスラ』、『ゴジラ・モスラ・キングギドラ 大怪獣総攻撃』）
『怪獣大戦争』では、X星人に操られたラドンが上空を通過する。
『ゴジラ対メカゴジラ』では、にせゴジラが出現し、アンギラスと戦う。
『ゴジラvsモスラ』では、ゴジラ出現に伴う富士山噴火により火山弾が飛来し、避難中であった深沢重樹が道で倒れていた母子を救助している。
『ゴジラ・モスラ・キングギドラ 大怪獣総攻撃』では、本巣警察署から出現したバラゴンが通過する。
天城山（『怪獣総進撃』、『メカゴジラの逆襲』）
『怪獣総進撃』では、バラゴン出現の報を受けてキラアク星人の基地建設が行われていると推測した防衛軍が部隊を展開するが、ゴジラとアンギラスにより殲滅される。
『メカゴジラの逆襲』では、ブラックホール第3惑星人が地下に基地を建設していた。
朝霧高原（『怪獣総進撃』）
『怪獣総進撃』では、国連科学委員会によるコントロールを受けたアンギラスら怪獣軍団が現れる。
御前崎（『ゴジラvsデストロイア』）
『ゴジラvsデストロイア』では、ゴジラジュニアが上陸する。
『ゴジラvsビオランテ』では、航空隊が駿河湾から去ったゴジラを捜索したことが語られている。
焼津市（『ゴジラ・モスラ・キングギドラ 大怪獣総攻撃』）
『ゴジラ・モスラ・キングギドラ 大怪獣総攻撃』では、ゴジラが上陸し壊滅する。
焼津港（『ゴジラ・モスラ・キングギドラ 大怪獣総攻撃』）
清水市（現：静岡市清水区）（『ゴジラ・モスラ・キングギドラ 大怪獣総攻撃』）
『ゴジラ・モスラ・キングギドラ 大怪獣総攻撃』では、焼津から上陸したゴジラが通過し、放射熱線により壊滅する。
エスパルスドリームプラザ周辺（『ゴジラ・モスラ・キングギドラ 大怪獣総攻撃』）
駿河湾（『ゴジラ対ヘドラ』）
『ゴジラ対ヘドラ』では、ヘドラによるタンカー襲撃などが発生していた。
『ゴジラvsビオランテ』では、芦ノ湖を去ったゴジラが駿河湾から海へ向かったことが語られている。
東海コンビナート（『ゴジラ FINAL WARS』）
『ゴジラ FINAL WARS』では、X星人に操られるエビラが出現し、M機関のミュータント兵士と交戦する。

愛知県
名古屋市（『モスラ対ゴジラ』、『ゴジラvsモスラ』）
『モスラ対ゴジラ』では、四日市から進行するゴジラが通過し、名古屋城やテレビ塔などが破壊される。
『ゴジラvsモスラ』では、能登半島から地中へ進んだバトラ幼虫が出現し、名古屋城やテレビ塔などが破壊される。
名古屋城（『モスラ対ゴジラ』、『ゴジラvsモスラ』）
『モスラ対ゴジラ』では、堀で足を滑らせたゴジラが倒れ込み倒壊する。
『ゴジラvsモスラ』では、バトラ幼虫によって破壊される。
名古屋テレビ塔およびその周辺（『モスラ対ゴジラ』、『ゴジラvsモスラ』）
『モスラ対ゴジラ』では、ゴジラの尾により倒壊する。
『ゴジラvsモスラ』では、バトラ幼虫によって破壊される。
愛知県スポーツ会館（『ゴジラvsモスラ』）
『ゴジラvsモスラ』では、バトラ幼虫が地下から出現し、建物が崩壊する。
久屋大通公園（『ゴジラvsモスラ』）
『ゴジラvsモスラ』では、自衛隊のメーサー部隊が展開し、バトラ幼虫と交戦した。
納屋橋周辺（『ゴジラvsモスラ』）
『ゴジラvsモスラ』では、バトラ幼虫が周辺を通過した。

富山県
黒部ダム（『三大怪獣 地球最大の決戦』）
『三大怪獣 地球最大の決戦』では、近辺に大隕石が落下する。

長野県
霞沢（『三大怪獣 地球最大の決戦』）
『三大怪獣 地球最大の決戦』では、谷間に大隕石が落下し、中からキングギドラが出現する。
松本市（『三大怪獣 地球最大の決戦』）
『三大怪獣 地球最大の決戦』では、隕石から出現したキングギドラが飛来し、松本城などが被害を受ける。
松本城（『三大怪獣 地球最大の決戦』）
『三大怪獣 地球最大の決戦』では、キングギドラが飛来し、衝撃波により屋根瓦が吹き飛ばされる。

山梨県
青木ヶ原（『怪獣総進撃』、『ゴジラ・モスラ・キングギドラ 大怪獣総攻撃』）
『怪獣総進撃』では、地下にキラアク星人の基地が建設されており、地上で怪獣連合軍とキングギドラが戦闘を行う。
『ゴジラ・モスラ・キングギドラ 大怪獣総攻撃』では、地下の氷穴に封じられていたギドラが復活する。

福井県
若狭湾（『ゴジラvsビオランテ』）
『ゴジラvsビオランテ』では、原子力発電所を目指すゴジラとそれを阻止しようとする自衛隊が対決する。さらに芦ノ湖から姿を消したビオランテも出現する。
高浜原子力発電所付近（『ゴジラvsビオランテ』）
『ゴジラvsビオランテ』では、サンダービーム作戦を突破したゴジラの進路上にあったため緊急体制となるが、抗核エネルギーバクテリアによりゴジラが活動を休止したため破壊を免れる。

石川県
能登半島（『ゴジラvsモスラ』）
『ゴジラvsモスラ』では、日本海から南下したバトラ幼虫が能登半島の岸壁から地中へ進み、名古屋へ進撃する。

新潟県
妙高山（『ゴジラ・モスラ・キングギドラ 大怪獣総攻撃』）
『ゴジラ・モスラ・キングギドラ 大怪獣総攻撃』では、地下に封印されていたバラゴンが復活し、大田切トンネルで崩落が起きる。麓の和泉村は山神隠しの村と伝えられていた。

#### 近畿地方
大阪府
大阪湾（『ゴジラの逆襲』、『ゴジラvsビオランテ』、『ゴジラvsメカゴジラ』）
『ゴジラの逆襲』では、ゴジラとアンギラスが上陸する。
『ゴジラvsビオランテ』では、関西国際空港建設基地で三枝未希がゴジラの上陸を阻むが、南港側から上陸する。
『ゴジラvsメカゴジラ』では、京都から進行するゴジラが市内を通過し、大阪湾から海へ去る。
大阪港（『ゴジラの逆襲』）
『ゴジラの逆襲』では、ゴジラ出現に紛れて脱走した囚人らがガス爆発を引き起こし、ゴジラが上陸する。海洋漁業KKの缶詰工場も付近にあった。
関西国際空港（『ゴジラvsビオランテ』）
『ゴジラvsビオランテ』では、開業前の建設基地が登場。三枝未希がヘリで降り立ち、大阪湾に出現したゴジラとテレパシーで対峙する。
大阪市（『ゴジラの逆襲』、『ゴジラvsビオランテ』、『ゴジラ×メガギラス G消滅作戦』）
旧大阪市役所、日本銀行旧大阪支店（『ゴジラの逆襲』）
『ゴジラの逆襲』では、ゴジラとアンギラスの戦闘に巻き込まれて崩壊する。
中之島（『ゴジラの逆襲』、『ゴジラvsビオランテ』、『ゴジラ×メガギラス G消滅作戦』）
『ゴジラの逆襲』では、大阪湾から上陸したゴジラとアンギラスが戦いながら通過し、大阪市役所などが破壊される。
『ゴジラvsビオランテ』では、大阪湾から上陸したゴジラが通過し、大阪ビジネスパークへと至る。
『ゴジラ×メガギラス G消滅作戦』では、1996年に大阪湾から上陸したゴジラと自衛隊特殊部隊が交戦する。
淀屋橋中央ビルディング（現：石原ビルディング）、美津濃スポーツビル（『ゴジラの逆襲』）
『ゴジラの逆襲』では、土佐堀川へ転落したゴジラとアンギラスにより倒壊する。
淀屋橋駅（『ゴジラの逆襲』）
『ゴジラの逆襲』では、ゴジラとアンギラスの戦闘により土佐堀川の水が流入し、地下鉄駅構内が水没し逃げ込んでいた囚人らが流される。
大阪城（『ゴジラの逆襲』、『ゴジラvsビオランテ』）
『ゴジラの逆襲』では、ゴジラとアンギラスが城下で戦いを繰り広げ、アンギラスによって城が押し潰される。
『ゴジラvsビオランテ』では、ゴジラが脇を通過し、大阪城ホールでコンサートを行っていた斉藤由貴が避難を呼びかけている。
大阪市中央公会堂周辺（『ゴジラvsビオランテ』）
中津、梅田（『ゴジラvsメカゴジラ』）
『ゴジラvsメカゴジラ』では、京都から進行するゴジラが中津、梅田を通過し、大阪湾から去る。
阪神高速（『ゴジラvsビオランテ』）
大阪城京橋プロムナード（『ゴジラvsビオランテ』）
大阪ビジネスパーク
TWIN21、ホテルニューオータニ大阪、松下IMPビル、クリスタルタワー、OBPキャッスルタワー、パナソニック大阪京橋ビル（『ゴジラvsビオランテ』）
『ゴジラvsビオランテ』では、ゴジラが進行し、権藤によるANEB弾の撃ち込みがツイン21から行われるが、権藤もろともツイン21は破壊され、誘導にあたっていたスーパーX2も撃墜される。
北大阪変電所（『ゴジラvsビオランテ』）
毎日放送本社ビル周辺（『ゴジラvsメカゴジラ』）
ちゃやまちアプローズ周辺（『ゴジラvsメカゴジラ』）

三重県
四日市市（『モスラ対ゴジラ』、『ゴジラvsキングギドラ』、『ゴジラvsメカゴジラ』）
『モスラ対ゴジラ』では、倉田浜から出現したゴジラが進行し、沿岸のコンビナートを破壊する。
『ゴジラvsキングギドラ』では、福岡から北上するキングギドラが上空を通過し、引力光線の被害を受ける。
『ゴジラvsメカゴジラ』では、ゴジラが上陸し、コンビナートや市街地を破壊する。
四日市コンビナート（『モスラ対ゴジラ』、『ゴジラvsキングギドラ』、『ゴジラvsメカゴジラ』）
鈴鹿市（『ゴジラvsメカゴジラ』）
鈴鹿サーキット（『ゴジラvsメカゴジラ』）
『ゴジラvsメカゴジラ』では、レース中にゴジラが通過し、観客が避難している。
鈴鹿山中（『ゴジラvsメカゴジラ』）
『ゴジラvsメカゴジラ』では、ゴジラとメカゴジラが鈴鹿山中で対決する。
伊勢湾（『ゴジラvsメカゴジラ』）
『ゴジラvsメカゴジラ』では、ゴジラが上陸して四日市市に進行する。
『モスラ対ゴジラ』の倉田浜干拓地（架空）は伊勢湾にあるという設定。
『ゴジラvsビオランテ』では、ゴジラの進路を予想した自衛隊が部隊を展開していたが、ゴジラが大阪湾に出現したため裏をかかれる形となる。

滋賀県
大津市（『ゴジラvsメカゴジラ』）
『ゴジラvsメカゴジラ』では、大津山中でゴジラとGフォースが交戦する。

京都府
京都市（『ゴジラvsメカゴジラ』）
『ゴジラvsメカゴジラ』では、大津市を経てゴジラが進行し、京都タワーなどを破壊したのち、ベビーゴジラのいる国立生命科学研究所（架空）を襲撃する。
東寺、三条大橋、清水寺（『ゴジラvsメカゴジラ』）
『ゴジラvsメカゴジラ』では、京都に進行するゴジラが付近を通過し、周辺が破壊される。
京都タワー（『ゴジラvsメカゴジラ』）
『ゴジラvsメカゴジラ』では、ゴジラの放射熱線により破壊される。
二年坂（『ゴジラvsメカゴジラ』）
『ゴジラvsメカゴジラ』では、京都を進行するゴジラが坂の上から顔を現す。
鴨川周辺（『ゴジラvsメカゴジラ』）

兵庫県
神戸市（『ゴジラvsスペースゴジラ』）
『ゴジラvsスペースゴジラ』では、スペースゴジラが飛来し、地上に被害をもたらす。
メリケンパーク（『ゴジラvsスペースゴジラ』）

紀伊水道（『ゴジラvsビオランテ』）
『ゴジラvsビオランテ』では、伊勢湾から海へ去ったゴジラが出現し、大阪へ上陸する。
『ゴジラの逆襲』では、ゴジラが岩戸島から北上していることが報告されている。

丹波山中（『ゴジラvsビオランテ』）
『ゴジラvsビオランテ』では、大阪を抜けたゴジラが丹波山中を進行し若狭湾へ向かっていることが語られている。

#### 中国・四国地方
広島県
広島市（『ゴジラvsキングギドラ』）
『ゴジラvsキングギドラ』では、キングギドラが飛来し、衝撃波で原爆ドーム周辺を破壊する。

愛媛県
伊方原子力発電所付近（『ゴジラvsデストロイア』）
『ゴジラvsデストロイア』では、ゴジラが核燃料を求めて近づくが、スーパーXIIIによって阻止される。

瀬戸大橋（『ゴジラvsキングギドラ』）
『ゴジラvsキングギドラ』では、キングギドラが上空を通過し、衝撃波により破壊される。

豊後水道（『ゴジラvsデストロイア』）
『ゴジラvsデストロイア』では、伊方原発を目指すゴジラが出現し、スーパーXIIIが迎撃する。

#### 九州地方・沖縄
福岡県
福岡市（『怪獣大戦争』、『ゴジラvsキングギドラ』、『ゴジラvsスペースゴジラ』）
『怪獣大戦争』では、X星人に操られたラドンが襲来する。
『ゴジラvsキングギドラ』では、キングギドラが襲来する。池畑が恐竜の実在を訴えた福岡恐竜ワールドも同地で開催されていた。
『ゴジラvsスペースゴジラ』では、スペースゴジラが襲来し、バトルエリアを展開する。
天神（『怪獣大戦争』、『ゴジラvsキングギドラ』、『ゴジラvsスペースゴジラ』）
『怪獣大戦争』では、X星人に操られたラドンが岩田屋周辺を襲撃する。映像は『空の大怪獣 ラドン』からの流用。
『ゴジラvsキングギドラ』では、キングギドラが襲撃する。
『ゴジラvsスペースゴジラ』では、スペースゴジラが上空を通過し、周辺を破壊する。
中洲（『ゴジラvsキングギドラ』、『ゴジラvsスペースゴジラ』）
『ゴジラvsキングギドラ』では、キングギドラが降り立ち、周囲を破壊する。
能古島（『ゴジラvsスペースゴジラ』）
『ゴジラvsスペースゴジラ』では、スペースゴジラが上空を通過する。その後、三枝未希と権藤千夏がGフォースヘリで上陸し、高速船で市内へ向かう。
シーサイドももち（『ゴジラvsスペースゴジラ』）
『ゴジラvsスペースゴジラ』では、スペースゴジラがバトルエリアを展開し、ゴジラ、MOGERAとの三つ巴の戦いを繰り広げる。
福岡タワー（『ゴジラvsキングギドラ』、『ゴジラvsスペースゴジラ』）
『ゴジラvsキングギドラ』では、上空を飛行するキングギドラの衝撃波によってガラスが破損する。
『ゴジラvsスペースゴジラ』では、スペースゴジラがタワーを中心にバトルエリアを展開する。
シーホークホテル（『ゴジラvsスペースゴジラ』）
イムズ（『ゴジラvsキングギドラ』）
『ゴジラvsキングギドラ』では、キングギドラの引力光線によって破壊される。
西鉄福岡駅（『怪獣大戦争』、『ゴジラvsキングギドラ』）
映像は『空の大怪獣 ラドン』からの流用。
大同生命福岡ビル、九州銀行ビル（『ゴジラvsキングギドラ』）
『ゴジラvsキングギドラ』では、対岸の中洲に降り立ったキングギドラの引力光線により破壊される。
アクロス福岡（『ゴジラvsスペースゴジラ』）
『ゴジラvsスペースゴジラ』では、ゴジラによって破壊される。
ベスト電器福岡本店付近（『ゴジラvsスペースゴジラ』）
マリゾン（『ゴジラvsスペースゴジラ』）
博多湾（『ゴジラvsキングギドラ』、『ゴジラvsスペースゴジラ』）
『ゴジラvsキングギドラ』では、キングギドラが博多湾側から飛来する。
『ゴジラvsスペースゴジラ』では、スペースゴジラを下したゴジラが海へと去る。

大分県（『ゴジラvsスペースゴジラ』）
別府市（『ゴジラvsスペースゴジラ』）
『ゴジラvsスペースゴジラ』では、鹿児島湾から上陸し熊本を経たゴジラが通過する。
別府タワー付近（『ゴジラvsスペースゴジラ』）
『ゴジラvsスペースゴジラ』では、ゴジラがタワー横を通過する。
城島後楽園（現：城島高原パーク）（『ゴジラvsスペースゴジラ』）

熊本県
阿蘇山（『三大怪獣 地球最大の決戦』）
『三大怪獣 地球最大の決戦』では、火口からラドンが出現。飛び立つ際の衝撃波により阿蘇山ロープウェー乗り場などが破壊される。
『空の大怪獣 ラドン』での初代ラドンの出現地でもある。
熊本市（『ゴジラvsスペースゴジラ』）
『ゴジラvsスペースゴジラ』では、鹿児島湾から上陸したゴジラが市内を通過する。
熊本交通センター付近（『ゴジラvsスペースゴジラ』）
『ゴジラvsスペースゴジラ』では、北側をゴジラが通過し、周辺が被害を受ける。
熊本城付近（『ゴジラvsスペースゴジラ』）
『ゴジラvsスペースゴジラ』では、ゴジラが城内に侵入し、観光客が逃げ惑う。

鹿児島県
鹿児島湾（『ゴジラvsスペースゴジラ』）
『ゴジラvsスペースゴジラ』では、ゴジラが出現しGフォース艦隊が迎撃にあたるが通用せず上陸を許す。
鹿児島市（『ゴジラvsスペースゴジラ』）
『ゴジラvsスペースゴジラ』では、鹿児島湾から上陸したゴジラが市内を破壊しながら北上する。
天文館通付近（『ゴジラvsスペースゴジラ』）
山形屋（『ゴジラvsスペースゴジラ』）
『ゴジラvsスペースゴジラ』では、上陸したゴジラに襲撃される。
池田湖（『ゴジラ・モスラ・キングギドラ 大怪獣総攻撃』）
では、夜間に湖底から出現したモスラ幼虫が若者の集団を襲い、翌朝に巨大な繭を張る。そして成虫が羽化し、ゴジラを倒すため横浜へ向かう。

沖縄県（『ゴジラ対メカゴジラ』、『メカゴジラの逆襲』、『ゴジラ FINAL WARS』）
『ゴジラ対メカゴジラ』では、ブラックホール第3惑星人が玉泉洞内に基地を建設しており、メカゴジラを建造。ゴジラとキングシーサーがメカゴジラと対決する。
『メカゴジラの逆襲』では、前作で破壊されたメカゴジラを調査するあかつき号をチタノザウルスが襲撃する。
『ゴジラ FINAL WARS』では、X星人に操られるキングシーサーが出現し、コンビナートを破壊する。
万座毛（『ゴジラ対メカゴジラ』）
『ゴジラ対メカゴジラ』では、岸壁の中からキングシーサーが復活し、メカゴジラと戦う。

#### 架空の地名
詳細は各作品の項目を参照。
- 大戸島（『ゴジラ』〈1954年〉[346][296]、『ゴジラ-1.0』）
- 岩戸島（『ゴジラの逆襲』[384][296]）
- 神子島（『ゴジラの逆襲』[396][328]）
- 倉田浜干拓地（『モスラ対ゴジラ』[397][299]）
- 賤之浦（『モスラ対ゴジラ』[398][296]）
- 岩島（『モスラ対ゴジラ』[384][296]）
- 明神湖（『怪獣大戦争』[399][296]）
- 鷲ヶ沢（『怪獣大戦争』[336]）
- 北山湖（『ゴジラ対メガロ』[400][299]）
- 大黒島（『ゴジラ』〈1984年〉[出典 147]）
- 奇岩島（『ゴジラ×メガギラス G消滅作戦』[377][296]）
- 孫の手島[注釈 28]（『ゴジラ・モスラ・キングギドラ 大怪獣総攻撃』[335][296]）
- 和泉村[注釈 29]（『ゴジラ・モスラ・キングギドラ 大怪獣総攻撃』[297]）

### 日本国外
ソビエト連邦（『怪獣総進撃』）
モスクワ（『怪獣総進撃』）
『怪獣総進撃』では、キラアク星人に操られるラドンが襲来し、クレムリン宮殿などを破壊する。
ウラル山脈（『怪獣総進撃』）
『怪獣総進撃』では、キラアク星人に操られたラドンがウラル上空で旅客機を撃墜している。

ロンドン（『怪獣総進撃』）
『怪獣総進撃』では、キラアク星人に操られるマンダが襲撃したことがニュースで報じられる。

フランス
パリ（『怪獣総進撃』、『ゴジラ FINAL WARS』）
『怪獣総進撃』では、キラアク星人に操られるゴロザウルスが凱旋門の地下から出現する。
『ゴジラ FINAL WARS』では、X星人に操られるカマキラスが出現し、地球防衛軍の空中戦艦エクレールと交戦する。
エトワール凱旋門（『怪獣総進撃』）
『怪獣総進撃』では、キラアク星人に操られるゴロザウルスにより地下から破壊される。
エッフェル塔（『ゴジラ FINAL WARS』）
『ゴジラ FINAL WARS』では、X星人に操られるカマキラスが襲撃する。

アメリカ合衆国（『怪獣大戦争』、『怪獣総進撃』）
『怪獣大戦争』では、アメリカにキングギドラが出現したことが桜井博士によって報告されている。
ニューヨーク（『怪獣総進撃』、『ゴジラ FINAL WARS』）
『怪獣総進撃』では、キラアク星人に操られるゴジラが襲撃し、国連ビルなどを破壊する。
『ゴジラ FINAL WARS』では、X星人に操られるラドンが襲来し、地球防衛軍の空中戦艦ランブリングと交戦する。
国際連合本部ビル（『怪獣総進撃』）
『怪獣総進撃』では、キラアク星人に操られるゴジラの放射熱線により破壊される。
自由の女神像（『ゴジラ FINAL WARS』）
『ゴジラ FINAL WARS』では、ラドンによるニューヨーク襲撃後、破壊された姿が映し出されている。
エンパイア・ステート・ビルディング（『ゴジラ FINAL WARS』）
『ゴジラ FINAL WARS』では、X星人に操られるラドンが屋上に着陸する。
グァム（『ゴジラ・モスラ・キングギドラ 大怪獣総攻撃』、『ゴジラ×モスラ×メカゴジラ 東京SOS』）
『ゴジラ・モスラ・キングギドラ 大怪獣総攻撃』では、グァム島沖でアメリカの原子力潜水艦が消息を絶ち、捜索を行う特殊潜航艇さつまがゴジラに遭遇する。
『ゴジラ×モスラ×メカゴジラ 東京SOS』では、グァム島沖でアメリカの原子力潜水艦がゴジラに襲撃される。
アリゾナ州（『ゴジラ FINAL WARS』）
『ゴジラ FINAL WARS』では、X星人に操られるクモンガが出現し、トレーラーハウスなどを襲撃する。
ホノルル（『GODZILLA ゴジラ』）
サンフランシスコ（『GODZILLA ゴジラ』）
ボストン（『ゴジラ キング・オブ・モンスターズ』）
ペンサコーラ（『ゴジラvsコング』）

中華人民共和国
北京（『怪獣総進撃』）
『怪獣総進撃』では、キラアク星人に操られたモスラ幼虫が襲撃したことが報じられ、郊外で鉄道を襲っている。
香港（『ゴジラvsデストロイア』、『ゴジラvsコング』）
『ゴジラvsデストロイア』では、バース島から姿を消したゴジラが赤熱化して出現し、ビクトリア湾から上陸して市街地を破壊する。
啓徳空港（『ゴジラvsデストロイア』）
『ゴジラvsデストロイア』では、ゴジラが海上から出現し、放射熱線で離陸した旅客機を撃墜している。
ビクトリア・ハーバー（『ゴジラvsデストロイア』）
上海（『ゴジラ FINAL WARS』）
『ゴジラ FINAL WARS』では、X星人に操られるアンギラスが出現し、地球防衛軍の空中戦艦火龍が交戦するが撃沈され、壊滅的被害を受ける。
東方明珠電視塔（『ゴジラ FINAL WARS』）
『ゴジラ FINAL WARS』では、アンギラスの体当たりを受けた火龍が激突する。

南極（『ゴジラ FINAL WARS』、『ゴジラ キング・オブ・モンスターズ』）
『ゴジラ FINAL WARS』では、轟天号によって氷漬けにされたゴジラがエリアGに封じられている。その後、復活したゴジラがガイガンと対決する。

オーストラリア
シドニー（『ゴジラ FINAL WARS』）
『ゴジラ FINAL WARS』では、X星人に操られるジラが出現し、南極から復活したゴジラと交戦する。
シドニー・タワー（『ゴジラ FINAL WARS』）
『ゴジラ FINAL WARS』では、X星人に操られるジラによって破壊される。
シドニー・オペラハウス（『ゴジラ FINAL WARS』）
『ゴジラ FINAL WARS』では、ゴジラの尾で飛ばされたジラが激突し、放射熱線によってジラもろとも爆散する。

ニューギニア（『ゴジラ FINAL WARS』）
『ゴジラ FINAL WARS』では、X星人に操られるクモンガが出現し、南極から北上するゴジラと交戦する。

海域
北極海（『キングコング対ゴジラ』）
『キングコング対ゴジラ』では、北極を調査する国連の原子力潜水艦シーホーク号がゴジラにより撃沈される。
ベーリング海（『ゴジラvsキングギドラ』）
『ゴジラvsキングギドラ』では、ゴジラザウルスが未来人によってラゴス島からテレポートされるが、核廃棄物によりゴジラと化し、カムチャツカ半島沖で原子力潜水艦ムサシ2号を沈めてさらに強大化する。
フィリピン沖（『ゴジラvsモスラ』）
『ゴジラvsモスラ』では、モスラの卵を運搬するありあけ丸がゴジラに襲われ、孵化したモスラ幼虫とさらに出現したバトラ幼虫との三つ巴の戦いが繰り広げられる。
ノルマンディー沖（『ゴジラ FINAL WARS』）
『ゴジラ FINAL WARS』では、新轟天号がマンダと交戦する。
架空の島
詳細は各作品の項目を参照。
- ファロ島（『キングコング対ゴジラ』[410]）
- インファント島（『モスラ対ゴジラ』[411][296]、『ゴジラvsモスラ』[411]）
- レッチ島（『ゴジラ・エビラ・モスラ 南海の大決闘』[291][296]）
- ゾルゲル島（『怪獣島の決戦 ゴジラの息子』[412][296]）
- ラゴス島（『ゴジラvsキングギドラ』[出典 149]）
- アドノア島（『ゴジラvsメカゴジラ』[353][296]）[注釈 30]
- バース島（『ゴジラvsスペースゴジラ』[414][296]、『ゴジラvsデストロイア』）

## 「ゴジラ」の愛称、ゴジラを語源とした名称を持つ人・もの

### 人物
- 松井秀喜 - 読売ジャイアンツ・ニューヨーク・ヤンキースなどに所属していた元プロ野球選手。「ゴジラ」の愛称で呼ばれる。その縁で映画『ゴジラ×メカゴジラ』にゲスト出演した。
- 嶋重宣 - 広島東洋カープ・埼玉西武ライオンズに所属していた元プロ野球選手。広島時代に背番号が松井秀喜と同じ55番だったため、「赤ゴジラ」の愛称で呼ばれる。
- 岡田貴弘 - オリックス・バファローズ所属のプロ野球選手。背番号が上記2人と同じ55番であるということと、関西出身ということで「なにわのゴジラ」の愛称で呼ばれる。2010年度から登録名は「T-岡田」。
- 佐伯貴弘 - 横浜ベイスターズ・中日ドラゴンズに所属していた元プロ野球選手。1992年に巨人に入団した松井秀喜に対抗して、プロ入り時に自ら「メカゴジラ」と名乗る。
- 内川聖一 - 福岡ソフトバンクホークス所属のプロ野球選手。内川のトレードマークであるアゴとゴジラを掛け合わせた「アゴジラ」の愛称で呼ばれる。
- 長谷川和彦 - 映画監督。「ゴジ」「ゴジさん」のニックネームで呼ばれている。愛称の由来については「酒を飲むとゴジラのように暴れるから」など諸説ある。子供たちにも自身を「ゴジ」と呼ばせている。

### 団体・製品
- ピザーラ（PIZZA-LA） - 社名の由来は「ピザ」と「ゴジラ」を合わせたもの。
- Mozilla - ゴジラをもじって命名されたウェブブラウザ（当初はNetscape Navigatorの開発コードネーム）。
- Bugzilla - バグ管理システム。Mozilla同様、ゴジラにちなんで命名された。
- 日産・スカイラインGT-R（主にR32 - R34型）および日産・GT-R - レースでの活躍などから諸外国で「ゴジラ」と呼称されることがある。
- ゴジララーメン - 台湾のラーメン店「女巫貓葵」（斗六店）にてゴジラのファンでもある店主が提供している、ワニの前脚を具として用いたラーメン[出典 150]。
- ゴングジラ（英語版） - ジャズ・ロック・バンド。ゴングの元メンバー、関係者によって結成され、1995年のデビュー・アルバム "Suffer" のジャケットはゴングを叩くゴジラの姿が描かれている。

### 生物
- ゴジラサウルス - 実在した恐竜の一種。命名はゴジラにちなむ。シリーズ中でゴジラの起源と設定されて登場したゴジラザウルスとは無関係。
- ホグジラ - アメリカで射殺された、巨大なイノブタ。名の由来は「ホッグ（Hog）」と「ゴジラ（Godzilla）」を合わせたもの。
- ゴジラツノアリヅカムシ - 甲虫目ハネカクシ科の昆虫（日本産）。学名はBasitrodes godzilla Nomura。この類の第一人者である国立科学博物館の野村周平により2003年に記載された。[要出典]
- ラニ - 日本の競走馬。2016年のアメリカクラシック三冠参戦時には、気性の荒さを現地メディアから「ゴジラ」に例えられ[418][419][信頼性要検証]、帰国後もその愛称が定着した[420][421]。

### その他
- ゴジラ岩 - 日本の各地においてゴジラを連想させる奇岩がこう呼ばれている。
- ゴジラ・メガムリオン - 沖ノ鳥島から南東約700キロメートルの海底にあるドーム状の岩塊。世界最大とされるその大きさからゴジラの名を冠して命名され、論文でも使われている。
- ゴジラの滑り台（神奈川県） - くりはま花の国冒険ランド内にある滑り台。観音崎 (神奈川県)にはゴジラの足跡も存在する。
- スポーツゴジラ - 日本スポーツ学会が主体となって発行している季刊小冊子[422]。
- GODZILLA Room - フロリダ州マディソンブルー泉の中にある、ゴジラ人形がぶら下げられている水中洞。
- UGC 2885 - ペルセウス座にある巨大な渦巻銀河。「ゴジラ銀河」の別名を持つ。

## 著作権訴訟
事の発端は、本多猪四郎監督の遺族がパチンコ『CRゴジラ〜破壊神降臨〜』CMでゴジラが登場していることに関し、2010年6月にニューギンに対して本多の著作権を侵害していると抗議文を送ったもので、ニューギンは著作権を東宝が管理しているとして東宝と遺族間で交渉するものの決裂し、東宝は2010年6月に遺族に対して著作権侵害の主張は無効と訴えた。それに対し、2011年10月13日に遺族がゴジラは本多の著作物であり、商品化を東宝が勝手に許諾するのは違法と主張したうえ、1億2,700万円の損害賠償を求めてニューギン、東宝、タカラトミー、加賀電子の4社に対して東京地裁に提訴していたが、2013年6月に和解が成立した。和解内容については明らかにされていない。